# イル・ドール
イル・ドール（仏: Île d'Or）は、フランスのヴァール県、サン＝ラファエルの東部に属する島。1910年から1925年にかけてミクロネーションとして存続し、第二次世界大戦中にはル・ドラモンの浜辺でドラグーン作戦が行なわれた。

## 概要
※以下、「黄金島」と表記する。
黄金島は赤色の火山岩である流紋岩で形成されている。これはその母体であるエステレル山塊とともに特異な環境下にある。それは島の周囲の青い石英質の火山岩エステリテを主体とする浜辺と諧調が刻々と変化する青い地中海である。黄金島は天候や時刻、日光の条件によってさまざまな表情を見せ、多くの芸術家たちの創作意欲を刺激した。たとえばベルギーの漫画家であるエルジェが1937年に発表した『タンタンの冒険』シリーズ第7作「黒い島のひみつ」は黄金島に触発された可能性がある。
黄金島が歴史上に記されるのは19世紀末のことである。2代目オーナーである医師で旅行作家のオーギュスト・リュトー（Auguste Lutaud）は黄金島の国王を自称し、かつてバルバリア海賊の監視用に造られたようなベル・エポック調の「黄金塔」を建て、バカンスでコート・ダジュールを訪れた著名人たちを招いてパーティーを催した。第一次世界大戦が勃発するとこれらのお祭り騒ぎに終止符が打たれ、第二次世界大戦末期にはル・ドラモンの浜辺でドラグーン作戦が実行された。塔は大戦終結から1年後に偶発的な火災に見舞われ、17年後に修復された。現在「黄金塔」は個人所有の住居となっている。

## 位置
黄金島は地中海に位置し、フランスの行政上ではヴァール県、サン＝ラファエルにあるコミューン、ル・ドラモンの一部となっている。コート・ダジュールのこの町には35キロメートルの海岸線がある · 。ル・ドラモンは首都の東に位置し、サン＝ラファエルに次ぐ大きさを持ち、都心から約8キロ離れている。海岸は黄金島に近く、北北西に630メートル、ドラグーン上陸点から東に400メートル進むとポワント・ド・レスキン・ド・レ « pointe de l'Esquine de l'Ay » に達し、プーサイ港から北北東に430メートルの距離がある。島の長さは195メートル、幅は113メートル、面積は1,095ヘクタールで、地上高は15メートルである。

海岸と黄金島の位置

## 地質

海岸と黄金島の地質平面図
- p - 流紋岩
- rMiとrPx - ペルム紀層
- 3aM - トラシ＝アンデサイト・ベサルティーク
- 3F - ドレライト
- E - エステリテ
- K - ホルンフェルス
- E2-3 - ブロックと小石
- Fx-z - 沖積層
- Z - 人工砕石層
- 黄色の線は断層

黄金島を構成する土壌と岩盤はコート・ダジュールとアルプ＝マリティーム県にある地中海沿岸山脈エステレル山塊がその母体となっている。島は流紋岩（地質図のpを参照、以下同）で形成されており、それを抱く海底には青みがかった小石が敷き詰められたように見える（Z）。これらの石は古代から利用されてきた鉱物エステリテ（E）採掘の名残であり、この特異性は地質が物語っている。この地域の岩盤を形成するプロヴァンス・クリスタリネ « Provence cristalline » またはプロヴァンス・バリスカン « Provence varisque » はフランス南東部の山塊マッシフ・デ・モールやタヌロンの土壌の変成作用によって生まれたミグマタイトや花崗岩のほか、エステレル山塊を形成しているペルム紀層の堆積岩から成っている。したがって、この地域の最も古い地層は古生代末期、およそ2億5千万年前のものである。それらはバリスカン造山運動の結果としてタヌロンやモーレス « Maures » 山塊に露頭し、エステレル火山帯が形成された。この火山活動はリフト型であり、この地域の東側は堆積盆地、北側はタヌロン山塊に区分される。火山帯には赤色の流紋岩が含まれており、この地域には約3千万年前の漸新世にル・ドラモンの土壌が露頭してエステリテ岩が侵入した。青みがかったマグマ由来のカルコ＝アルカリ岩が砂岩とペルム紀の流紋岩に貫入している。

## 地名
黄金島は地名学の対象とされたことがない。したがって、18世紀以前の羅針儀海図や海図にもその名を探すことは困難である。しかし、1453年のコンスタンティノープル包囲戦に続くオスマン帝国のマグリブ侵略と、跋扈するバルバリア海賊が地中海の両岸に永続的な戦争をもたらした結果、この島は同海域の通航者、とくにアラブ人の良く知るところとなった。ローランス・ブロー＝ラガン（Laurence Bureau-Lagane）は、1910年に島のオーナーであるオーギュスト・リュトーによって書かれた標語「救いは誠実なり」 « Le salut est dans la sincérité »に着目した。これは蔵書票、絵はがき、代用貨幣、切手に以下のアラビア語で記されている。この النَّجَات فِي الصَّدْق (elnajât_ fî elSadq_) は2語で構成されており、النَّجَات فِي (elnajât fî) は「誠実で騙されない」という意味であり、救いを意味する الصَّدْق (elSadq_) と組み合わされている。これはフランスの航海用語における「アメル」（直訳では、苦い）に相当する。すなわち航海上においては見間違うことが許されず、自分の船の位置を正確に知らなければならない。ラガンはこの標語がアラビア語の「信頼できる島」に由来する可能性を指摘した。

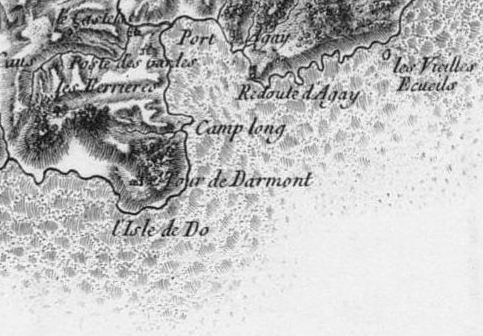
1778年から1780年の黄金島（カッシーニ・マップ第169番より）

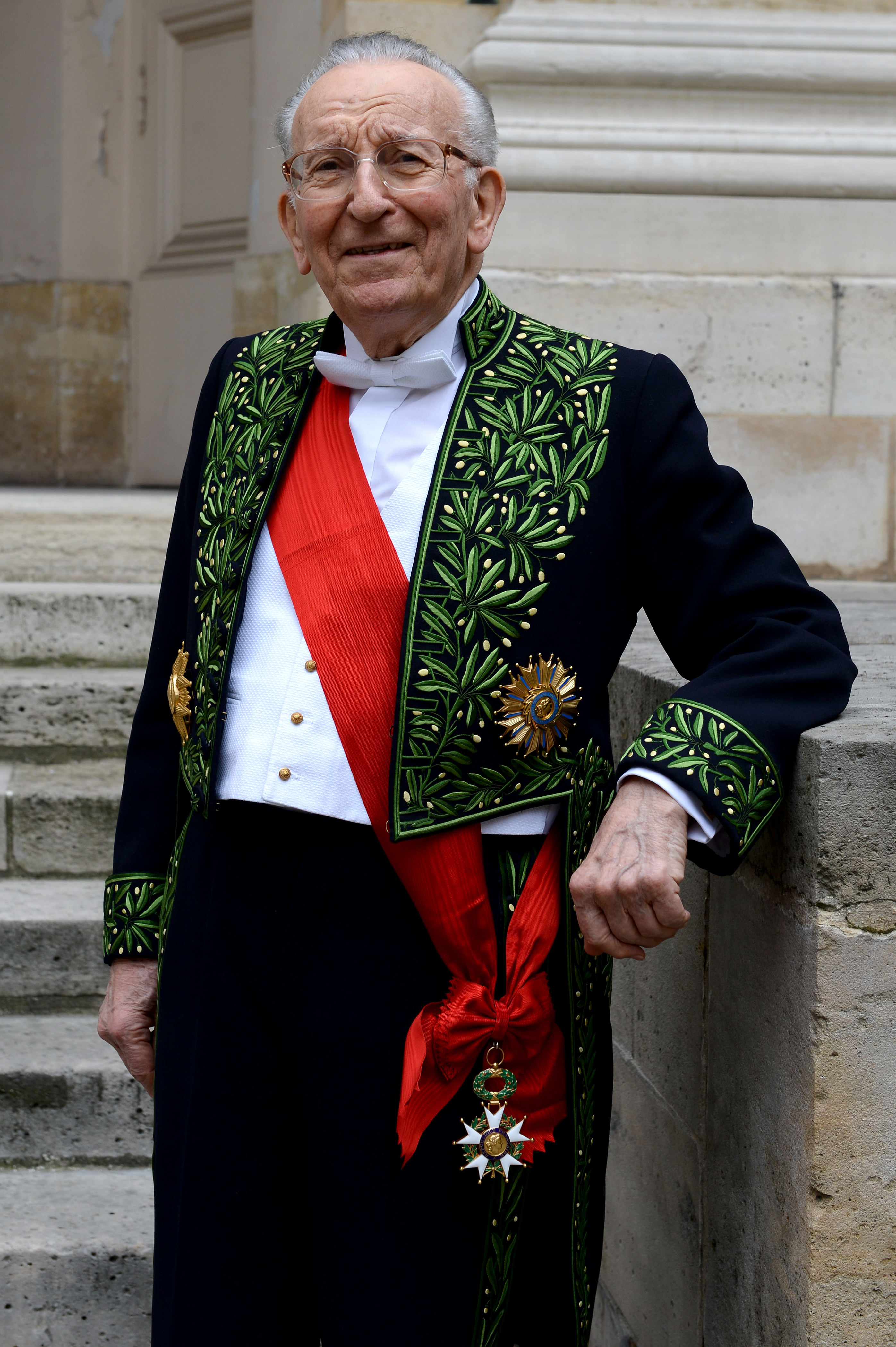
イヴォン・ガタス（1925-2024）
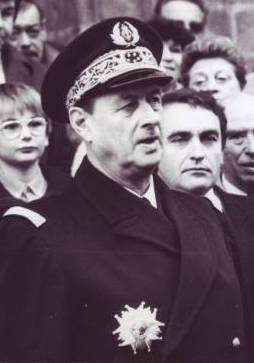
F・ド・ゴール（1921-2024）

黄金島に関する最初の記録としては、1732年から1746年にかけて記された文献にある「ナガエ湾の計画」« Plan de la baye de Nagaye » が挙げられる。ここには「主権者ジャック・アイロール（Jacques Ayrouard）の黄金の島」と書かれており、地図製作者のジャック＝ニコラ・ベリンが1764年に発行した地図「ナガエ湾近郊の海岸」にもこの島が描かれている。ただし、ベリンは実地検証を行わずに机上のみで地図製作を進めており、信憑性には疑問がある。続いて、1778年から1780年にかけて調査されたセザール＝フランソワ・カッシーニ発行の"アンティーブ"と呼ばれるカッシーニ・マップ第169番に « L'Isle de Do » という名が記された。さらに、1826年のナポレオンの地籍にもこの名前が記載されている。なお、« L'Isle de Do » はエスターシュ・エリソン（Eustache Hérisson）が1838年に発行した「4部門のプロヴァンス道路地図」にも記載されており · 、地図製作者のベルー（Bellue）が発行したヴァール県の地図にはプロヴァンス語で « ile de dou » と記載されている。一方、1846年に再びベルーが発行した海図「地中海沿岸の灯台と標識」には « I. d'O » と記されている。そして、1856年に地質学者のイポリート・ド・ヴィルヌーヴ＝フラヨスクが発行した「ヴァール、ブーシュ＝デュ＝ローヌ、ヴォクリューズ、バス＝ザルプの地質および水路図」において、今日呼ばれるところの « Ile d'Or »（黄金島）と記載された。なお、« Ile d'Or » と « île de Do » との関連性については証明されていない。

## 歴史

### 岩礁

ボルトチューブの断面と接続図

これまで数多く行われてきた水中発掘調査で証明されているように、古代ローマの航路は地中海沿岸を通っている。2017年にはル・ドラモンで10隻の難破船が発見されたが · 、それらはおよそ紀元前50年から紀元前500年にかけてのものである。いくつかの仮説によれば、黄金島の周囲80メートル付近の海域には船を座礁させる岩礁があるとされる。調査によると船は紀元前425年から紀元前455年にかけて難破し、黄金島の西約500メートル、水深42メートルの地点に横たわっていた。これは1965年10月5日にジェーン・イサベルデンスとフレデリック・デュマによって発明（フランスの考古学用語で発見・報告を意味する）され、盗掘者がはびこる中での調査は1995年に終了した。
その結果、この船は全長が約16メートル、DWTが40トンほどの小ぶりの船で、大きな円筒形のアンフォラ（ケアリー "Keay" 35型）が積まれていた。その中身はおもに魚油と塩漬け肉であったが、ケアリー25型や細長いスパティア « spatheia » 型のものも含まれていた。周囲に陶土の原料となる石が豊富にあることから、オリーブの保存用とみられるさまざまな大きさの壺や、透明なセラミーク・シギリー製のものを含む多数の皿もあり、珍しいものでは建築物の軽量化のために建材に埋入される中空の陶製ボルトチューブが連結された形、あるいはバラバラの姿で発見されている。
これらの積み荷から、この船が高い確率でローマン・アフリカ、あるいはチュニジアの港から来たことを示している。さらに、発見されたコインに刻まれた年代から船の沈没がヴァンダル王国時代であることが判明した。この難破は征服者の野望が潰えたことを示す一方、ローマとアフリカの海上交易を特徴づけるものと言える。

### 私有島

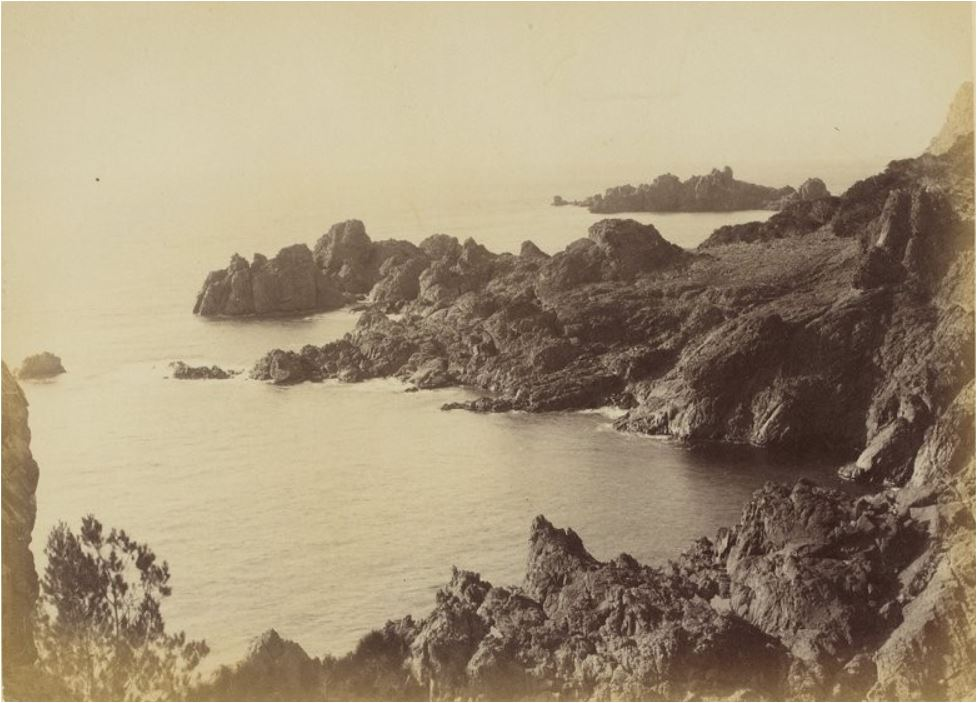
1891年、黄金島から海岸を望む。ジェイムズ・ジャクソン撮影。

1887年4月に作家のギ・ド・モーパッサンが愛艇ベラミ号での8日間を綴った旅行記「水の上」« Sur l'eau  » には、黄金島について次のように記されている。
それから2日のち、モーパッサンは釣りをするためにベラミ号で黄金島の近くに向かい、こう記した。
1897年10月5日、州は黄金島を競売にかけ、レオン・セルジャン（Léon Sergent、1861-1931 · ）という人物が280フランで落札した ·  · 。レオン・セルジャンはエクス＝アン＝プロヴァンスの工員を養成するフランス国立高等工芸学校の奨学金を受けて測量士になり、1881年にはサン＝ラファエルの国勢調査を担当した。1863年のサン＝ラファエルにはパリとカンヌを結ぶ列車が日に3本通っており、カンヌやニースほど有名でも世俗的でもなかったが、地価の低いフレンチ・リヴィエラはイギリスの貴族を魅了した。
セルジャンはイタリア旅行中にこの地で出逢った裕福な行楽客のイギリス人女性キャサリン・メアリー・ベンタール（Catherine Mary Bentall、1859-1952）と1885年10月27日に結婚した。彼は知人の紹介によりサン＝ラファエルの建築家としてイギリスの植民地を訪れ、1894年初頭には同地の副領事となった。これは彼が医師のオーギュスト・リュトーと交友を結ぶきっかけとなった。それから数年間、彼の家族と友人たちは島でのバカンスを愉しんだ。彼らは島へピクニックに行き、時には星空の下で夜を過ごした。

### 自称王国
黄金島王国
Royaume de l'île d'Or

国の標語: {{{2}}}≪ Le salut est dans la sincérité ≫（救いは誠実なり）

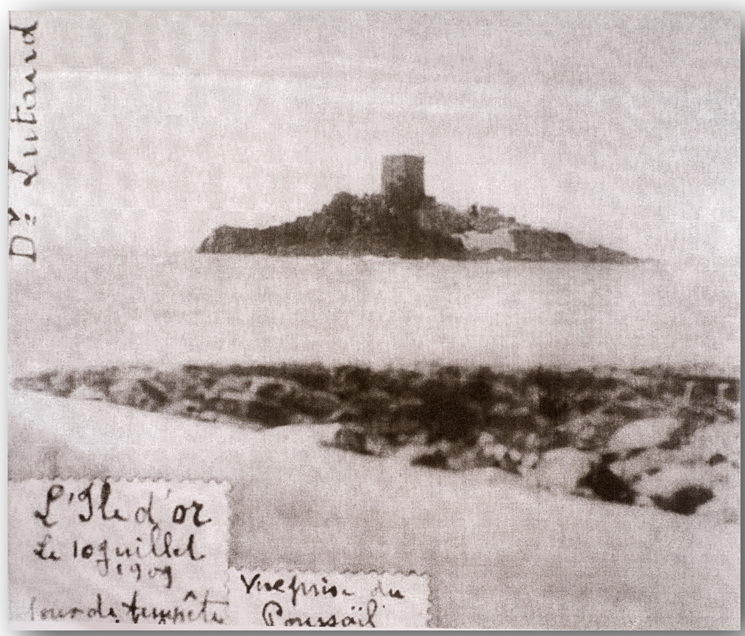
建設中の黄金塔（1909年8月10日,）

オーギュスト・リュトーの子孫が保有する公証書によれば、セルジャンがリュトーとその息子に黄金島を300フラン（2019年時点で1,191.73ユーロ）で売却したのは1909年1月26日のことである · 。海軍士官でヨットマンのイヴ・ラガンがリュトーの子孫から聞いたところによれば、セルジャンはカードゲームの負債を清算するために島の売却を申し出たとしているが、これはありそうもない噂のようで、急遽ジュラ県への出立が決まったセルジャンが、リュトーに島の買い取りを持ちかけたとする説の方がより真実に近いようである。
オーギュスト・リュトー（1847-1925）は婦人科学者として1874年にパリで論文を発表し、ロンドンにあるオピタル・フランセーズという病院に勤め、アメリカ合衆国を旅行したあとパリに定住した。この英語を話す医師はサン＝ラザール刑務所で当初婦人科を担当し、あるイギリス人女性から彼女がバカンスに訪れていたコート・ダジュールの話を聞いた。リュトーは1886年5月18日にサン＝ラファエルのヴァレスキュールにある女子寄宿学校の世話人の家である「ル・シャレー・レ・ミモザ」« Le chalet Les Mimosas »（ミモザのコテジといった意味）を購入した。これはのちに司法物件としてサン＝ヴァレスキュール市民団体の競売にかけられ、現在は « Moineaudière »（鳥のスズメを指す）という名前の別荘になっている。
リュトーは1887年3月17日に自身の医療施設「オテル・コンチネンタル」« Hôtel Continental »、「オテル・デザングレ」« Hôtel des Anglais » の資金として年金を受給し、同じ条件で前述の寄宿学校を購入、セルジャンを建築家として雇い、学校を「オテル・デザングレ」に改装し ·  ·  · 、ミモザと隣接する土地に別荘「ヴィラ・デザガヴェス」« Villa des Agaves » を建てた。この1891年9月17日に竣工した1階に厩舎のある世話人のパヴィリオン « Ce pavillon de gardien »（英語圏のゲートハウスに相当する） · は「オテル・デザングレ」とともに1898年4月1日に売却されている。リュトーは1908年から翌年にかけて再びミモザに住んだが · 、1920年12月15日にようやくミモザに買い手が付いた。当初リュトーはル・ドラモンの麓のシャレーを借り、1905年に取得していた30年間の定期借地権であらたな家を建てた。リュトーは遥かにプーサイの可憐な盆地と黄金島を見晴るかす家を「シャレー・ド・イル・ドール」« Chalet de l'île d'Or » と呼んだ。 彼の後継者たちは未だにそこでバカンスを過ごしている。
1909年5月15日にリュトーは購入したばかりの黄金島に塔の建設を始めた。これは現在バルバリア海賊の監視塔と見なされている · 。この塔の断面は正方形であるが、これは特別な例である。コルシカ島にはジェノヴァ塔が多数存在するが、それらはほとんど円塔である。しかし、四角塔はより大きな荷重に耐えられる。当時のマスコミが報じたように、この塔はレオン・セルジャンによって建設されたものでありles souvenirs de ses descendants、彼は完成記念式典にゲストとして招かれている。建設にあたって、ピエール＝フランソワ・カバッセ（Pierre-François Cabasse）が仲介役を務め · 、建築デザイナーとしてオーギュスティン・カンバ（Augustin Camba）が起用され、最後に熟練した採掘工とそれをカットする石工などのル・ドラモンの労務者が動員された · 。
アン＝マリー・ギローによれば、塔の建設を手がけたアウレリオ・ボルギーニ（Aurelio Borgini）はイタリアの石工の子孫でレストラン経営者、アメリア・ボルギーニ（Amelia Borgini）の父親かつ黄金島の将来的な名付け親であり、トスカーナ州ペーシャに近いヴェラーノにある聖マルティーノ・シスト教区教会の技術的に困難な鐘楼の建設にもこのル・ドラモン出身のイタリア人が影響を及ぼしたという ·  · 。しかし、この最後の仮説には議論の余地がある。塔の建設に必要な水、砂、セメント、鋼の梁は船で運ばれたが、石はイタリアから取り寄せた胸壁の部分を除いて島の石が使用されており、これは塔の赤い色から証明される · 。塔の高さは18メートル、5つの床面はそれぞれ8平方メートル、壁は薄い部分で1メートルの厚みがある。塔全体にはコンソールがあり、塔上に胸壁と出し狭間を戴いている。黄金塔は16か月の建設作業ののち、1910年9月に完成した。

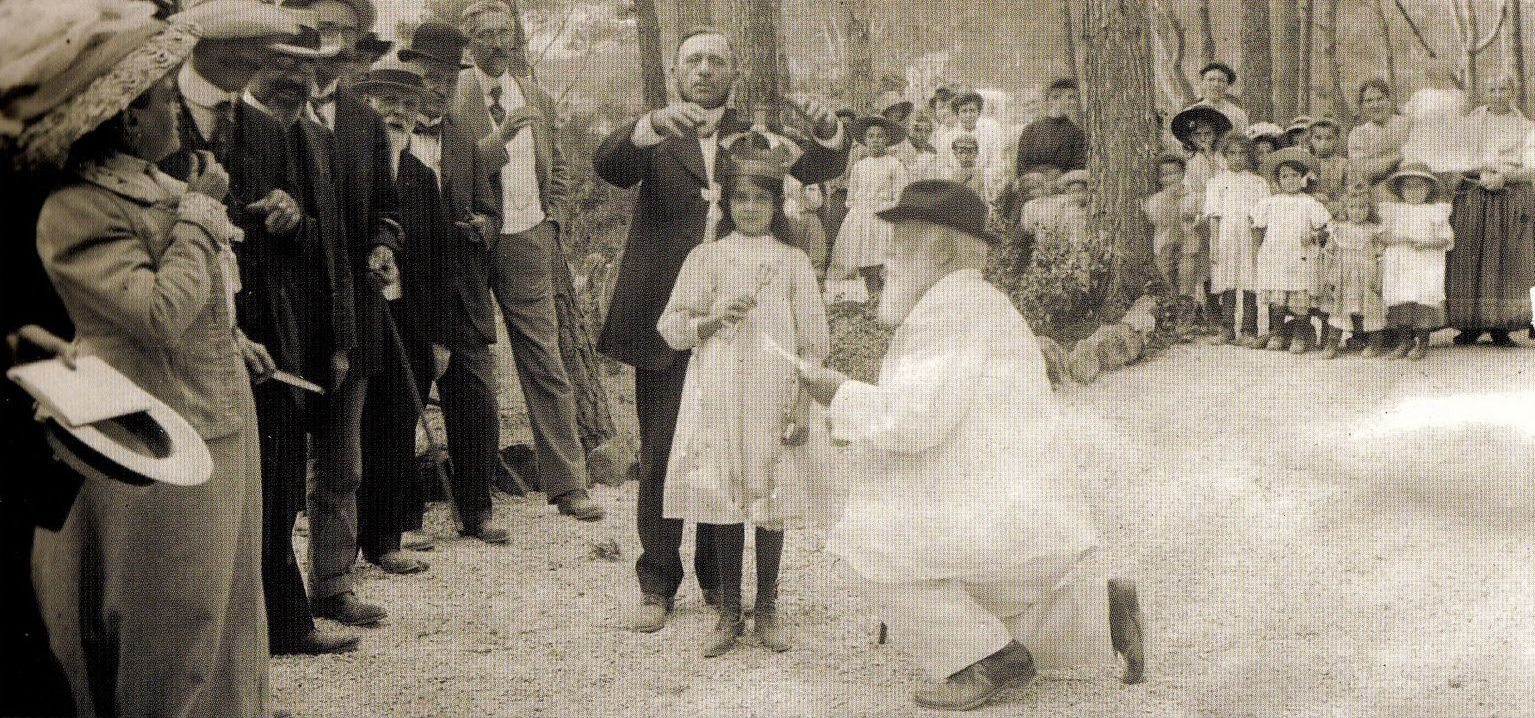
1910年9月19日、国王リュトーによって戴冠されたアメリアに拝謁するマリアーニ,。

1910年9月19日に地元と全国のマスコミが報道したリュトーの黄金島国王就任式典はベル・エポック風に行われた。それはル・ドラモンの学校の全校生とともに彼らの最高の名誉・平和・栄光を象徴するオーク、オリーブ、赤いゲッケイジュの枝の絨毯の上で進められ、リュトーは祝辞を受けた。この戴冠式の精神的な父王を務めたのはアンジェロ・マリアーニで、最後にリュトーは黄金の鍵と王冠を授けられた。この鍵は先端がトライデントとなっているセプターである · 。つづいてアメリア・ボルギーニが戴冠し、1日女王の座に就いた。彼女はこの象徴的な鍵を受け取り、後世に王国との関係を示す写真が残された。そのため、黄金島は一時「サン＝アメリ島」« Sainte-Amélie » とも呼ばれていたようである。就任式典にはヴァール県首長のルイ・ユデロ、彫刻家のオスカル・ロティ、画家のアントワーヌ・リュミエールとその子である写真家のリュミエール兄弟などが参列し、リュトーはサラセンを意識して宣言した。
Mahomet […] autorisait la polygamie pour les hommes seulement ; moi, je l'autorise pour les hommes et pour les femmes.

マホメットは...男性のみに一夫多妻制を認めました。わたしはそれを男性と女性のために認めます。
その声は王族が斉唱する国歌でさえぎられ ·  · 、祝典は幕を閉じた。

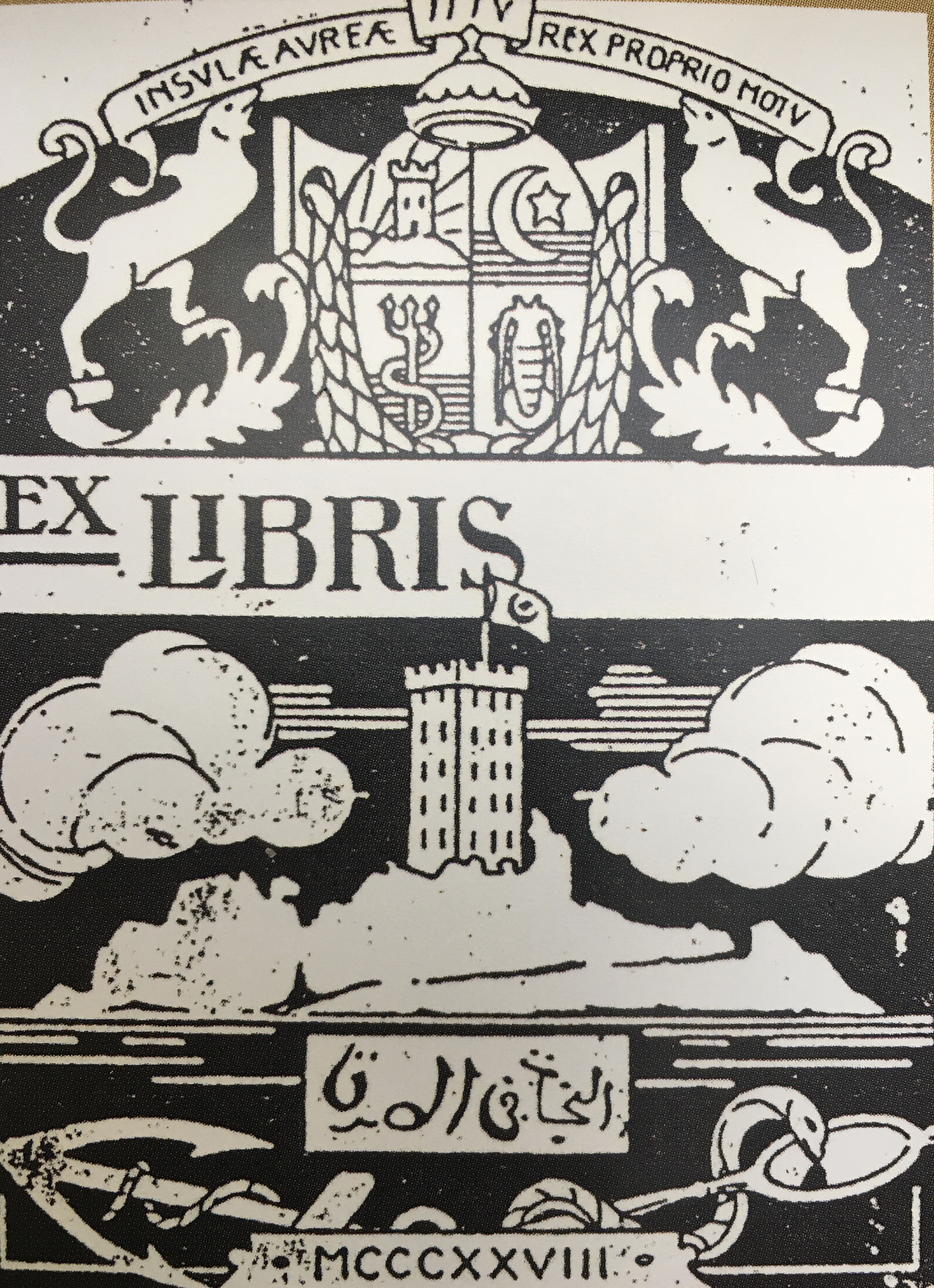
黄金島の国章が入ったアウグストゥス1世の蔵書票

その後、オーギュスト・リュトーはアウグストゥス1世 « Auguste Ier »（アウグストゥスはオーギュストのラテン語読み）を名乗り、標語を制定した。
そして、紋章学に基づいた自称国王の紋章が作成された。エスカッシャンは左上から順に以下の4つの部分で構成されている。
1. 海の島にある塔と右から昇る太陽。
2. 背景の2つに分かれたクーペの上部はモノクローム、下部は水平の縞で示され、その上には左に向かって星と三日月が配されている。
3. "2"と同じ背景に白蛇がからみついたトライデントが配されている[注 29]。
4. イセエビを示す。

サポーターはカーブした2本のオリーブの枝に向かい合わせに乗った2頭の想像上の動物で、シールドの周囲は王冠で覆われているが、これは自発教令に則ったものである · 。この紋章は彼の図書室の蔵書票、はがき ·  · 、ル・ドラモンに面した黄金島の岩に埋め込まれた大型のプラークにも記されている。彼はまた黄金島が描かれた切手も発行した。最後に彼は自身の在位中にイスラム世界をあらわす三日月と五芒星が描かれた肌色の旗を塔上に掲げた ·  · 。
この式典では2つの忘れがたい出来事があった。何人かのゲストは黄金島に赴いたが、100名のゲストには黄金島をのぞむル・ドラモンの松の木陰で豪華な食事が振舞われた。料理のメニューは画家のアルベール・ロビダによって飾られた。この風刺画家は、リュトーがミニム博士の名義で発表した著書「ヒポクラテスのパルナッソス」の挿絵も描いた。この最初の宴は1911年9月12日に催され ·  · 、アンジェロ・マリアーニはゲストにヒジュラ暦に基づく王国の建国年と紋章が入ったメダルを贈った ·  ·  · 。
それから2年後、大々的に · 古代ギリシアのディテュランボスのごとくに地元 · と全国のマスコミが報道した、オーギュスト・リュトーの兄弟であるアルジェリア総督のシャルル・リュトーに敬意を表して催された1913年9月25日の宴会のゲストにはジョゼフ・ガリエニ夫妻と警察官のグザヴィエ・パオリが含まれていた · 。乾杯の席でアウグストゥス1世はロンドンの弁護士であるアーネスト・グランドクレメント（Ernest Grandclément）を海軍大臣に任命した。グランドクレメントは自身が所有するヨットのエステロ号 « Estello » から数発の祝砲を撃ち、同じくロンドンのウィリアム・セシル卿（Lord William Cecil）を王国の領事に任命した。その後彼は共和国に戻ることを提案し、サン＝ラファエルの家でシャンパン・グラス片手の祝宴が夜まで続いた。
それから11年が過ぎ黄金島は無人となったが、アウグストゥス1世は退位せずに1925年8月25日に世を去った。彼の最期の願いに従って、その骨壺は彼の没年が記されたプラークの後ろに埋められた。

### ドラグーン作戦

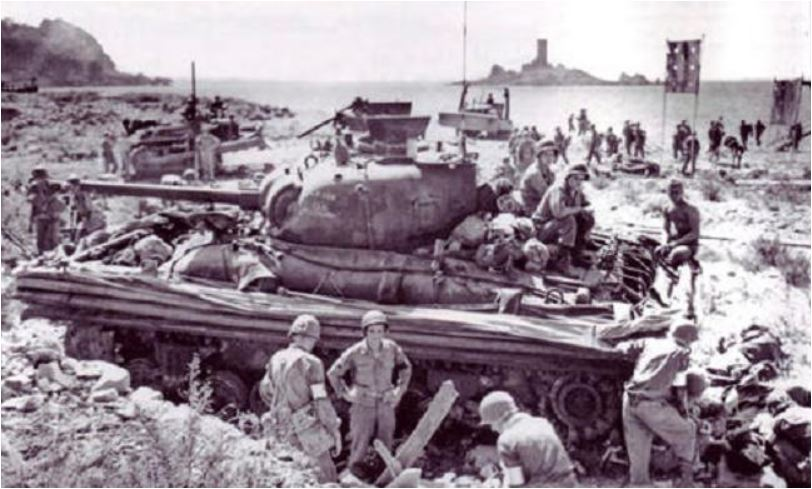
1944年8月15日、テキサス師団の援護のためにグリーンビーチに上陸するアメリカ陸軍第36歩兵師団753戦車隊

第二次世界大戦中、黄金島は略奪の対象となり、海岸に面した岩に記されたアウグストゥス1世の紋章が占領者による砲撃の標的となった。そのため今日紋章はほとんどその痕跡をとどめていない。1944年8月15日に実行されたドラグーン作戦はフランスの第2戦線で攻撃範囲の右翼にある上陸地点のコードネームはキャメル（Camel）と名付けられ、アルジャン川の東岸からアゲまで15キロメートルに渡っていた。彼らは第36歩兵師団に属し、テキサス師団とも呼ばれていた。彼らの指揮官はジョン・E・ダールキスト少将である。上陸地点として3つの浜辺が選ばれ、そのうちの1つは黄金島に面したプーサイ（米軍のコードネームはキャメル・グリーンビーチ）の中央であった。当初、この浜は初動作戦に適していると見なされたが、援軍部隊の上陸には狭すぎた。第141歩兵部隊第2大隊と第3大隊が共同戦線を敷いた。彼らに対する反撃は軽微で、交戦中に1発の砲弾が窓から塔の中に撃ち込まれたが奇跡的に爆発しなかった。第143歩兵部隊が計画通りに島への上陸を果たしたが、第142連隊は敵の激しい反撃に遭い、海軍の第87機動部隊の指揮官である海軍少将のスペンサー・S・ルイス（Spencer S. Lewis）の命令によりフレジュスへの上陸は中止された。それから10時間のうちに2万人の兵士が島に上陸した · 。
黄金島では記念式典が催され、上陸から1年後の1945年8月15日には陸軍将軍ジャン・ド・ラトル・ド・タシニと戦争大臣アンドレ・ディテルムによってロレーヌの十字架を形象した戦没者の記念碑が建立された。式典の最後に花火が打ち上げられたが、落下したロケットが塔に火を放ち、階段を除いた建物の内部が破壊された。1960年8月、塔の所有者は戦争被害の補償金として7,343.92フラン（2019年時点の貨幣価値で12,117.67ユーロ）を受け取った · 。それから20年後の1964年8月15日にはシャルル・ド・ゴールがエステリテの記念碑であるロレーヌの十字架に代わってこの浜辺をD-デイゆかりの地に指定した · 。

### 第二の家

D F（Denis Frères）のイニシャルが入ったフランス海軍旗の図像。黄金島の領有時に掲揚された。

1962年、オーギュスト・リュトーの次男で最後の息子であるレオン・リュトーはフランソワ・ブロー（François Bureau、1917-1994 · ）に父親の骨壺を埋めた場所を除いた島のほとんどの部分を売却した。ブローの息子であるオリヴィエは1965年にある計画を父親にもちかけた。それは塔の修復である。ブローは第二次世界大戦後、当初から自由フランス海軍に籍を置くフランス海軍将校だったが、黄金島の大統領になる前は海運会社のデニス・グループ（Denis Frères）を経営していた。おそらく彼は休暇を過ごしていたロクブリューヌ＝シュル＝アルジャン、レ・ズィサンブルでの航海中にその場所に魅了されたと推測される。彼は黄金島を購入して間もなく、外壁と階段だけが残っていた塔を1年がかりで修復した。ファサードと胸壁を統合し、元の開口部を尊重しながら床面を修復し、新しい貯水槽を設置した。最後に土を運び込んで地中海の庭を造成した。さらに電気を得るために発電機を設置し、スパルタ式で質素ながら、彼はすべてのバカンスを家族とここで過ごすことができた。彼はD-デイ50周年イベントに参加した翌日の1994年8月16日の朝、黄金島の伝統的な水泳ツアー中に76歳で死去した。ピンクの花崗岩で造られたプラークが、彼の子供たちによって島の外洋に面した岩に設置されており、彼の島への想いを今に伝えている。
現在塔の所有権は建築家オリヴィエ・デトロイヤ（Olivier Detroyat）の支援のもとで2000年に修復キャンペーンを始めた彼の家族が保持している。彼はまずファサードを封印し胸壁を改修した。屋根から取り入れられた雨水は2つの貯水槽に集められるが、これは飲用ではなくひとつは水の重みによって床面を補強するため、もうひとつは水を塔下に蓄えるために機能している。ガスはいくつかの家電製品に電力を供給し、2012年以降は胸壁の後ろの屋根の上部にあるソーラーパネルで発電されている。最後に記念物としてジャック・ロビネ（Jacques Robinet）によって製作されたステンドグラスの窓が設置された。リュトー王朝の記念日宴会の伝統は続いており、2013年の大宴会100周年にはグラフィック・アート・コンテストが開催された。同じ年の7月27日には島の伝統的な水泳ツアーに先行してカヤックによるハイキングレースが行なわれた。昼には参加者全員に素晴らしいアンチョイドが供され、午後には水上槍試合が開催された。夕方にはパイロテクニクスでにぎやかに演出されたコンペティションの結果発表と賞金授与が行なわれ、食前酒と大きなパエリアが振舞われた。夜には花火大会が行われて祝典は幕を閉じた。夏の間は黄金島の周囲が潜水やシーカヤック練習の人気スポットとなり、簡単な周航や停泊もできる。現在はアウグストゥス1世と同じくデニス・グループの旗の掲揚は廃止されている。

## 招待客
オーギュスト・リュトーは大規模な社交レセプションを展開しており、王国の発足時 · と1911年、1913年9月25日の祝宴に招かれた一部のゲストは同様に招待されたマスコミによって報道されている。祝宴に招待された多くのジャーナリストは自身の抑えがたい宣伝欲求を証言しており、リュトーの友人の医師たちや上流社会のメンバーもサン＝ラファエルで過ごすバカンスの素晴らしさを語っている · 。黄金島には現在でも何名かの人物が招待されている。

### ベル・エポック

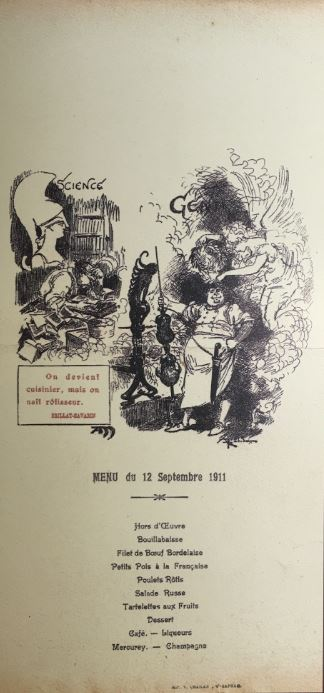
2名の特徴的な人物が描かれた1911年9月12日の祝宴のメニュー（アルベール・ロビダ画,）

1911年以降リュトーは弟のシャルル・リュトー（1855-1921 · ）の公式訪問に敬意を表して1913年の祝宴を催した。シャルル・リュトーはフランスの上級公務員であり、ローヌ県をはじめとした多くの知事を務めている。彼はリヨンの軍事知事であるジョゼフ・ガリエニ（1849-1916）将軍と親交を結び、ガリエニはフレジュスにあるシャルルの別荘「ラ・ガベレ」« La Gabelle » でバカンスを過ごした。リュトーはしばしばシャルルを招待したが、弟が植民地時代に総督を務めたブラックアフリカ、フランス領インドシナ、マダガスカルにおいてムスリムは同化できないと考えたリュトーにとって、フランスと法律面で平等となる可能性を秘めた北アフリカの存在は、こうした彼の交友関係を説明する一助となる。
100名のゲストに発送された祝宴の招待状はグザヴィエ・パオリ（1833-1923 · ）によって作成された。国王の腹心であるこのコルシカ人はパスカル・パオリの子孫で、パオリは自分の母親を通じてオラース・セバスティアニと親交を結んだ。パオリの正式な肩書はパリ - リヨン - 地中海鉄道警察の特別委員であるが、その立場はあいまいで目立たず、リュトーの予備役から解放されたあとに出版された回顧録ではフランスの主権者の弁務官としての側面が省かれている。実際彼は政治警察に注力しており、秘密裡にフランスに滞在する外国の要人の護衛を務め、日々内務省に彼らの動静を報告し、可能な限り行動を共にする必要があった。この「王の守護者」かつ「共和国の大シャンベラン」（侍従長といった意味）は黄金島王国にいる。

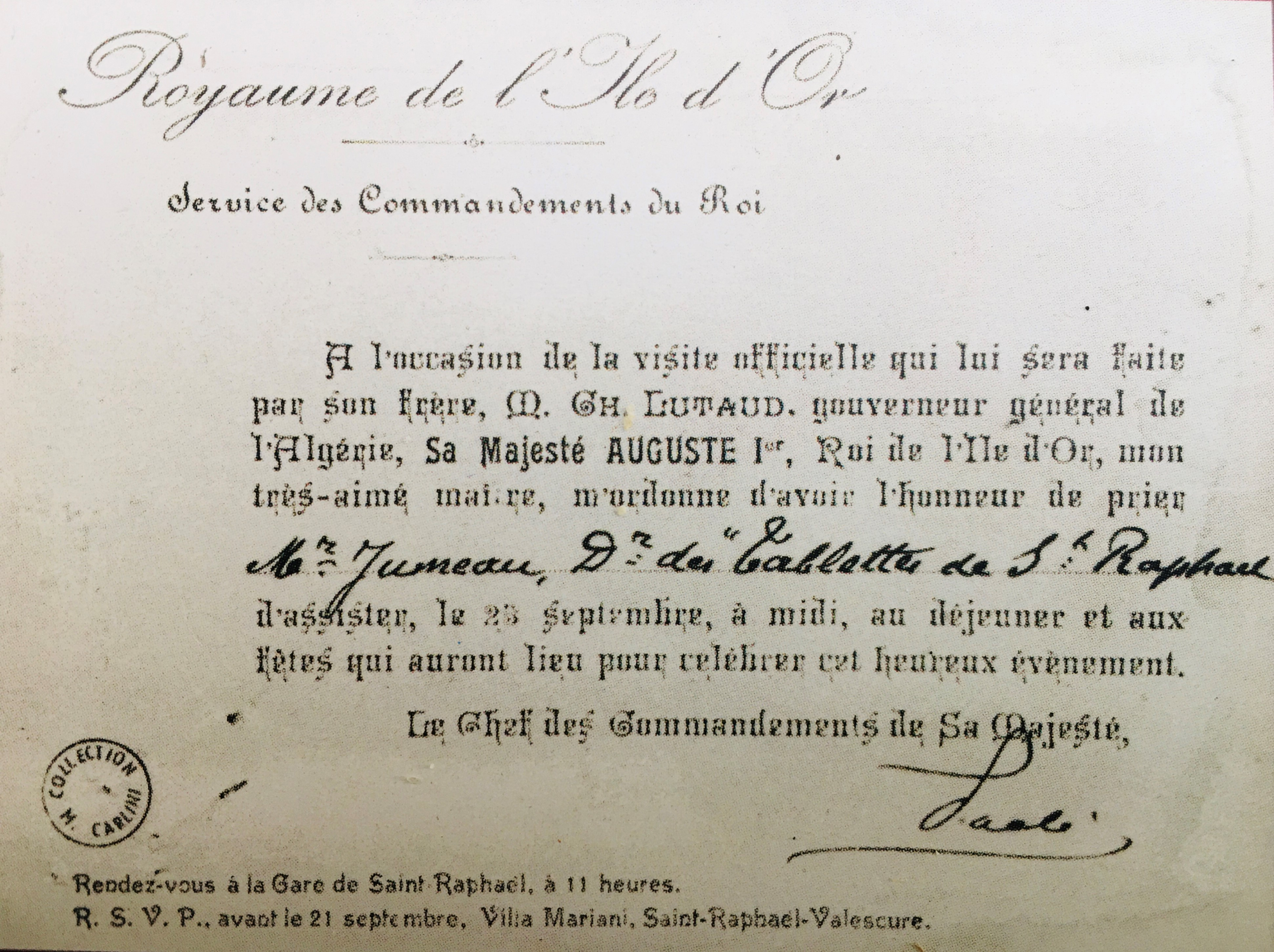
1913年9月25日開催の祝宴の招待状。差出人の署名はパオリ。

祝宴の招待者リストは9月21日までにヴァレスキュールにあるアンジェロ・マリアーニ（1838-1914）の別荘「ヴィラ・アンドレア」« La villa Andréa » に届くよう取り計らわれた · 。これは2人の親密さを物語るものであるが · 、ボルドーワインにコカインを添加したマリアーニ・ワインを世界中で販売していたこのコルシカの薬剤師はリュトーの友人であった。マリアーニの義理の兄弟であるジュリアス・ジャロス（Julius Jaros）がアメリカ旅行中のリュトーをニューヨークで歓待したエピソードはこれを裏付けている。定期刊行物「サンプル・ルヴュー」« Simple Revue » のジャーナリストであるジョルジュ・ルニャールは黄金塔完成の報告記事でこう記している。
par modestie, M.Mariani n'avait pas permis que le vin de coca figurât sur le menu, mais il en fut fait une rude consommation. Dans l'île on s'en restaura, ou bien on le prit comme apéritif ; et sur la terre ferme, sous prétexte qu'il est digestif, les amateurs ne s'en privèrent pas

謙虚さからか、ムッシュ・マリアーニはメニューにマリアーニ・ワインを載せることを許可しませんでしたが、それは大量に消費されました。食前酒としてただ同然に。陸上では消化剤という口実のもとに、普通の人もそれを放棄しませんでした。
-ジョルジュ・ルニャール
2人の親密さはマリアーニ・アルバムに載ったリュトーの肖像画によっても証明される · 。写真や招待者リストからも分かるように、彼は祝宴に参加している。
さらに、植民地行政官のイギリス貴族ウィリアム・セシル卿とレディー・セシルがいる。ウィリアム・セシル（William Cecil、1854-1943）は英国裁判所の役員を務めており、彼は1892年にヴィクトリア女王から終身のグルーム・イン・ウェイティング（待機中の新郎、英国王室への入閣組を示す）に任命された。したがって、女王がセシルをロンドンの領事に任命したことは驚くにはあたらない。1927年にセシルはジョージ5世からジェントルマン・アッシャー（王室の召使をあらわす高官）を拝命している。一方、レディー・セシルとして知られる考古学者のメアリー・ロス・マーガレット・セシル（1857-1919）は、父親のアマースト男爵が1903年5月30日にヴァレスキュールに建てた別荘「ルー・クストー」« Lou Casteou » に夫と滞在するようになり、自然とその場所はリュトーのヴァレスキュールにおける拠点として使用されるようになった · 。20世紀以降の考古学的発見と著述により、彼女はエジプト研究の中心的存在となった · 。

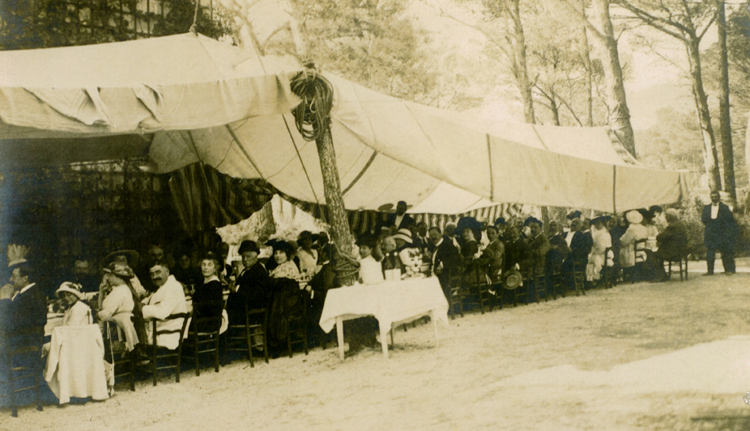
1913年9月25日の招待宴。

さまざまな分野の芸術家も含まれている。写真家で画家のアントワーヌ・リュミエール （1840-1911）はリュミエール兄弟の父親で、黄金島プロジェクトのスポンサーの1人である。彼はサン＝ラファエル近郊のアンテオール（Antheor）出身で、沿岸に別宅のアトリエを持っていた。メダル彫刻家のオスカル・ロティ（1846-1911）も1897年以降ヴァレスキュールに別荘「ヴィラ・マリー」« villa Marie » を所有している · 。このフランス芸術アカデミー会員でスムーズのデザイナーは王国の美術大臣として戴冠式にのみ出席した。カロリュス＝デュラン（1837-1917）は常連である。彼は1905年に芸術アカデミーのメンバーとなり、ローマ・フランス・アカデミーとヴィラ・メディチのディレクターになった。このおしゃれな肖像画家も1880年にサン＝テギュルフ（Saint-Aygulf）に別荘を建てた。つまりフレジュスの近くである。学者ではジャン・エカール （1848-1921）がいる。1909年にアカデミー・フランセーズ会員となったこの詩人・劇作家・小説家はプロヴァンスを愛し、サン＝ラファエルによく滞在した · 。マスコミによれば彼は国民教育省の大臣でもある。
政界との関係もまた祝宴の重要性を示している。ヴァール県首長のルイ・ユデロ（1868-1945）も常連である。マスコミはこの祝宴はまるで第三共和政のアコレードであると揶揄した。モナコの元治安判事で国務大臣のエミール・フラック（Émile Flach、1853-1926）もいた。しかし、最もよく知られているのはフランス郵便・電信・電話（PTT）担当国務次官のジュリアン・シミャン（1850-1926）で、この有名人は1913年の招待宴で乾杯の音頭を取っている。

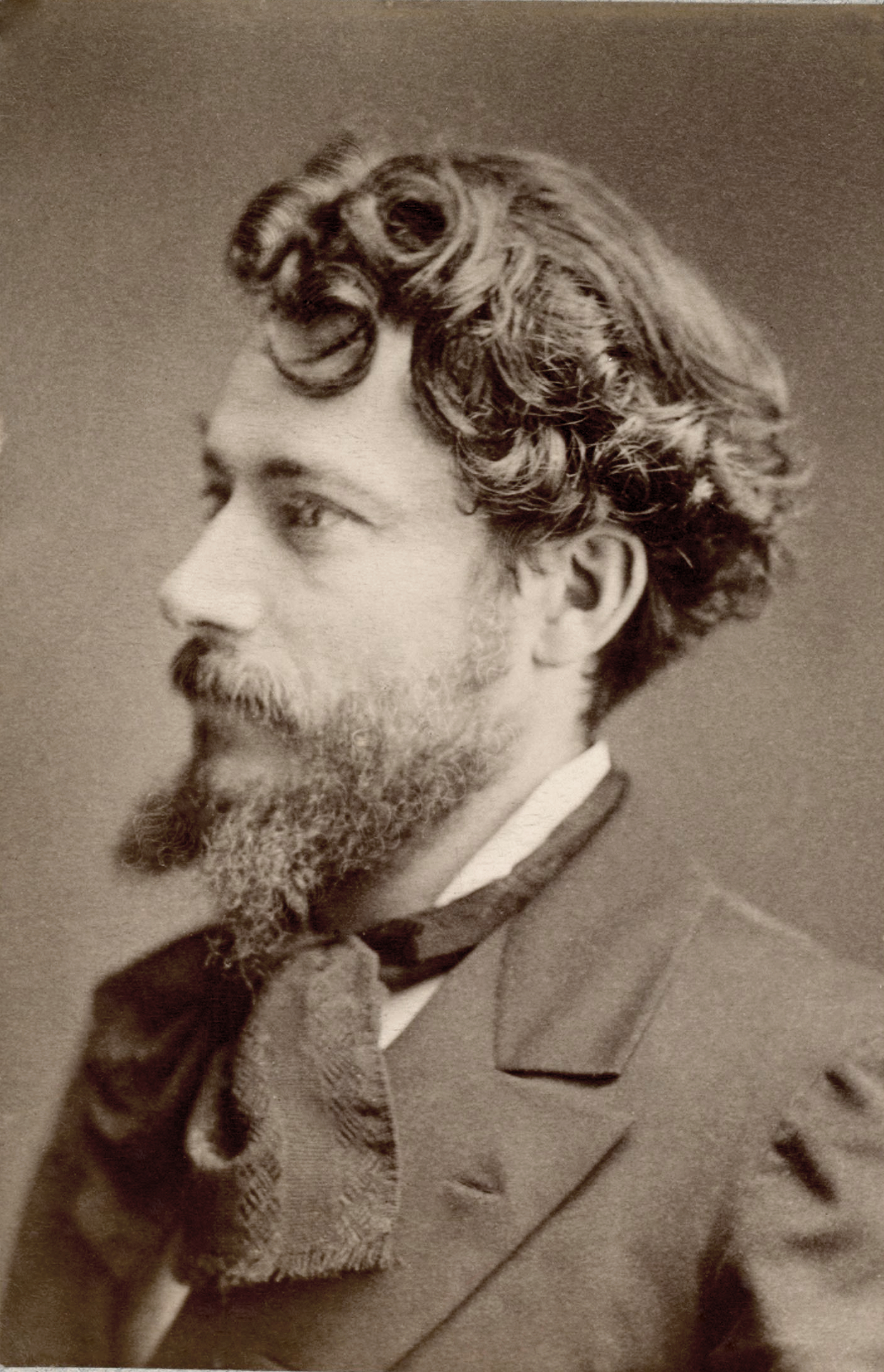
ジャン・エカール（1848-1921）
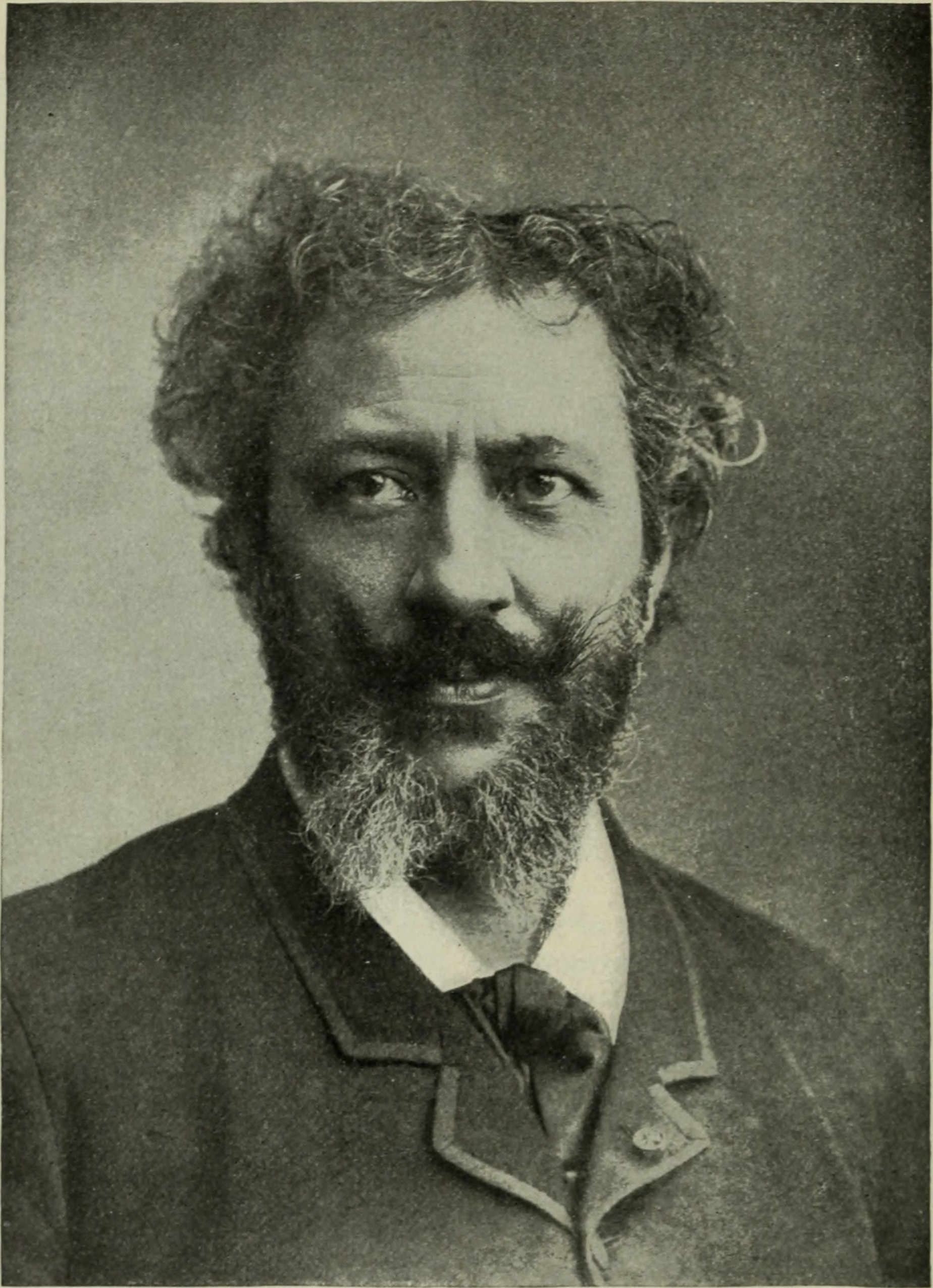
カロリュス＝デュラン（1837-1917）
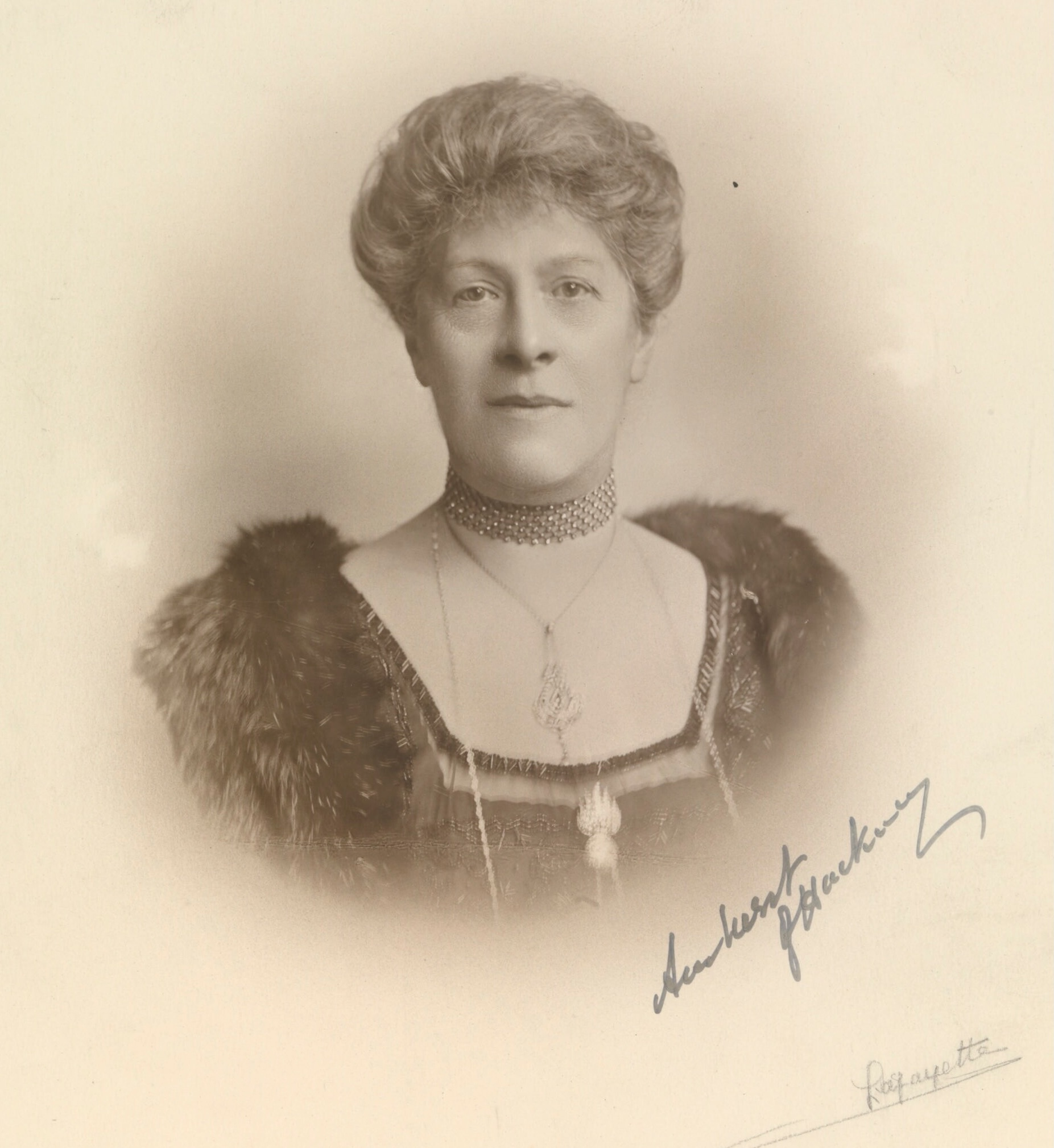
M・R・M・セシル（1857-1919）
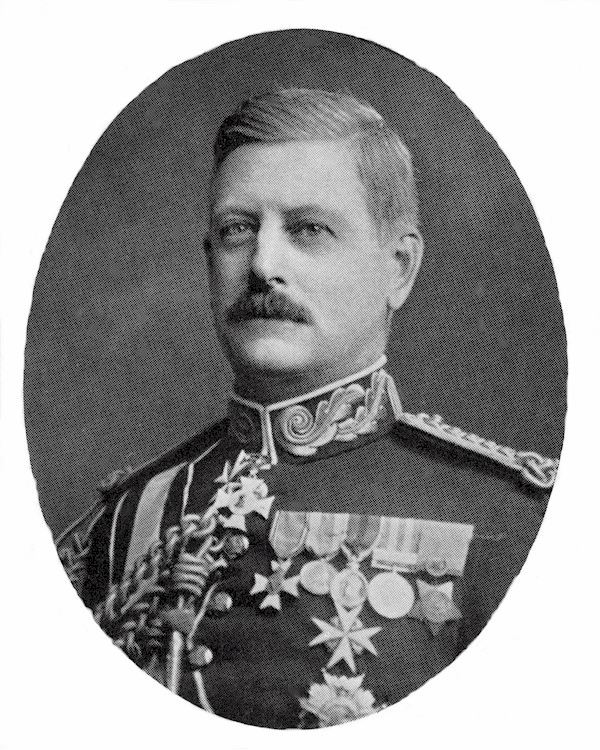
ウィリアム・セシル（1854-1943）
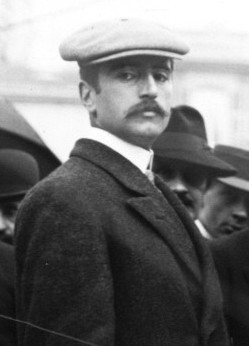
エミール・フラック（1853-1926）
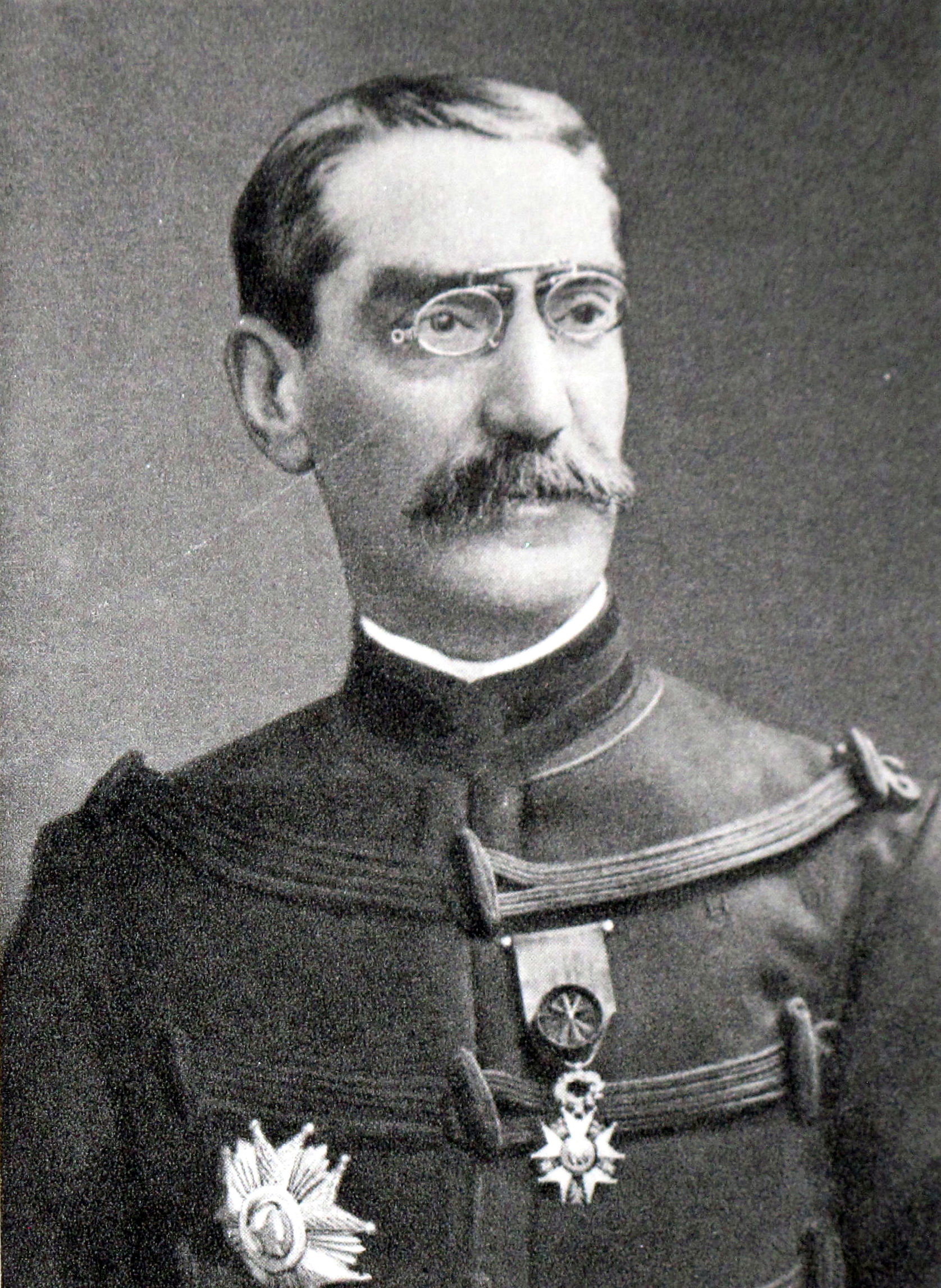
ジョゼフ・ガリエニ（1849-1916）
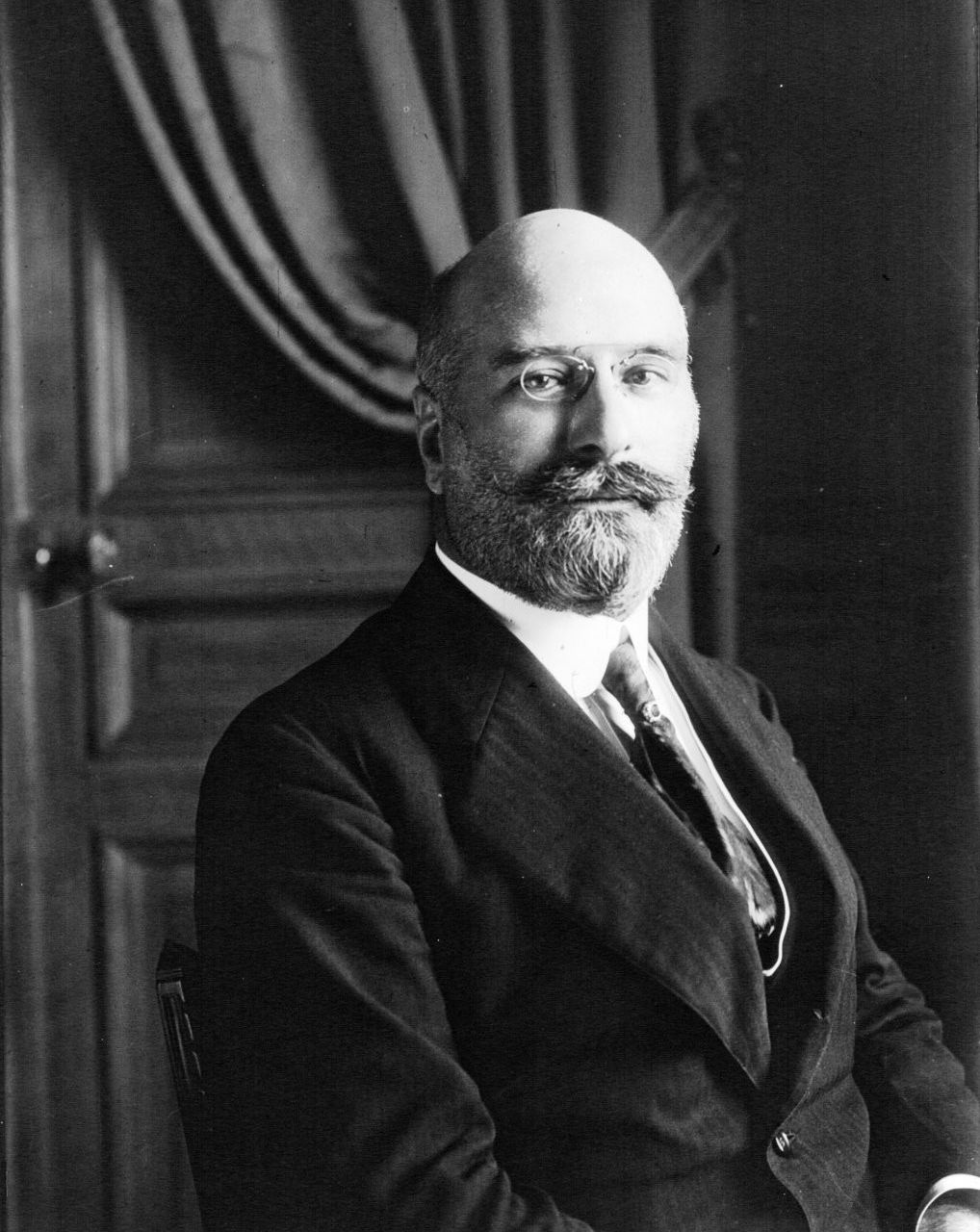
ルイ・ユデロ（1868-1945）
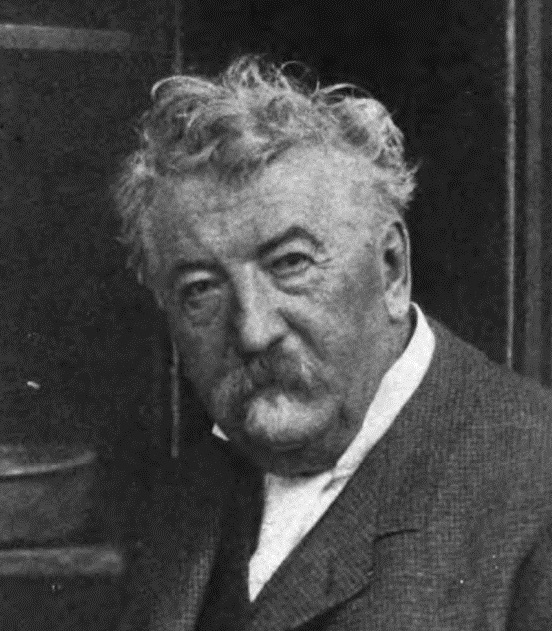
A・リュミエール（1840-1911）
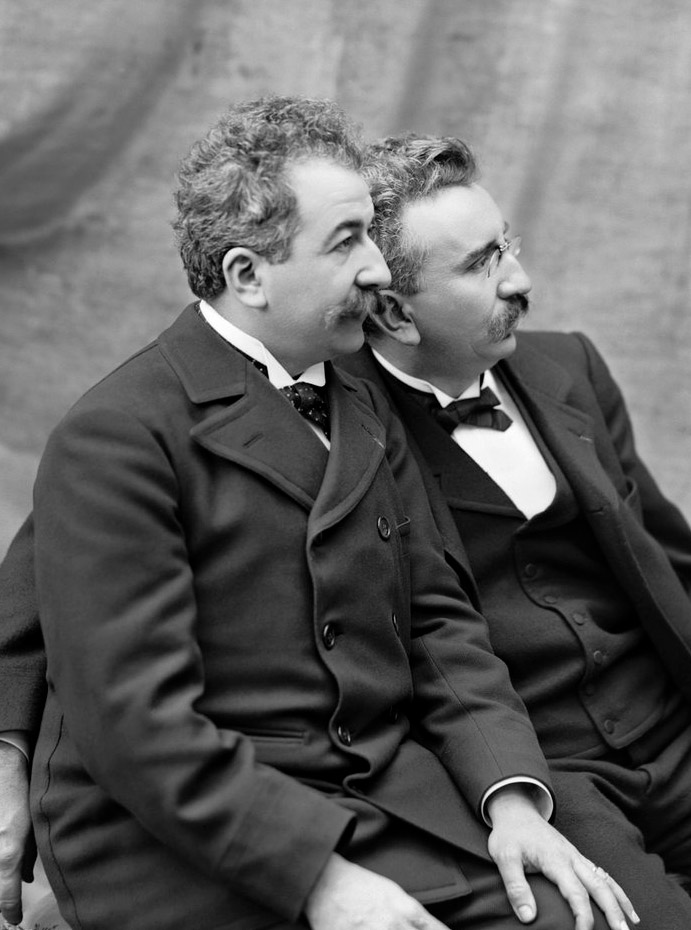
リュミエール兄弟 （兄1862-1954） （弟1864-1948）
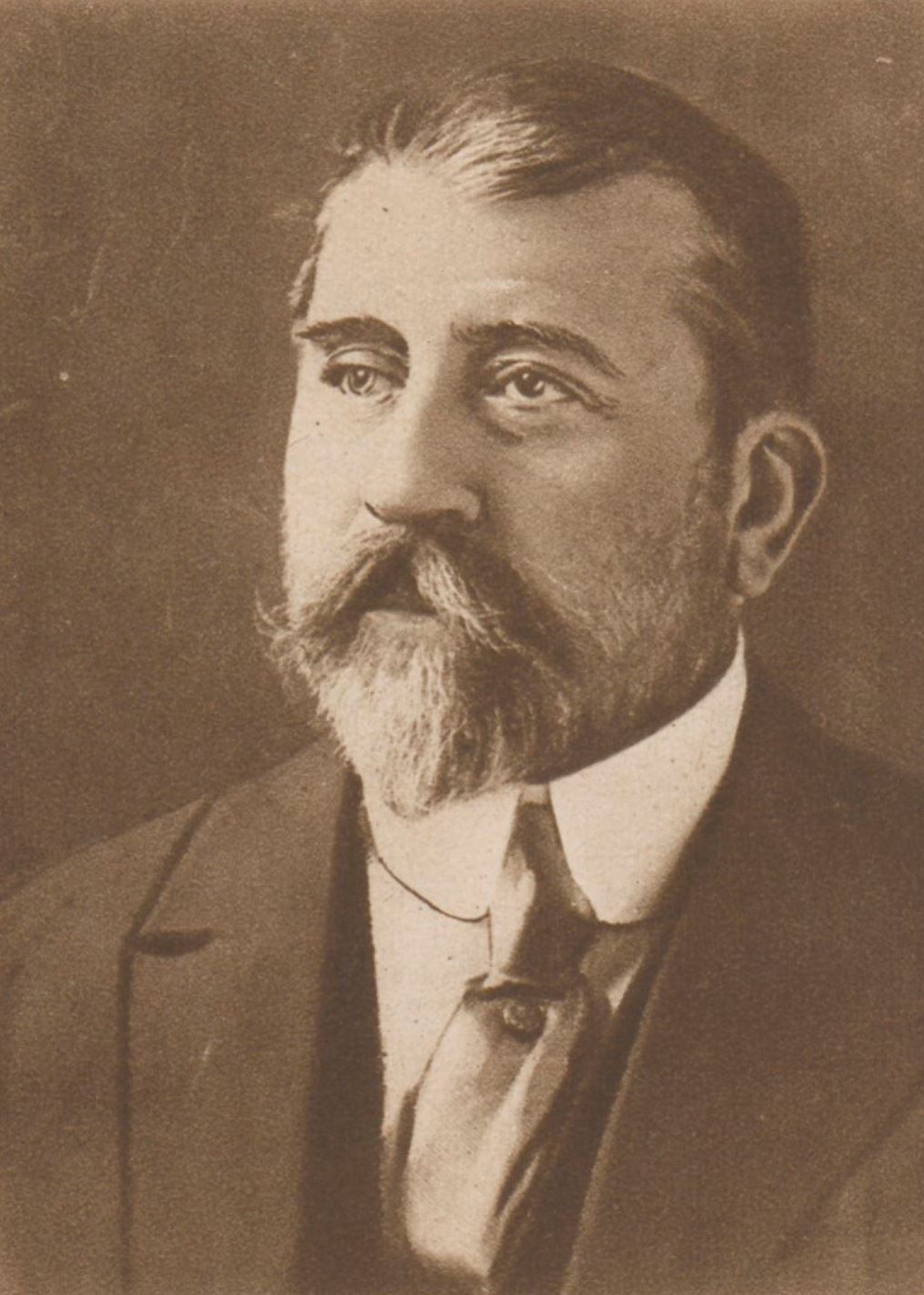
シャルル・リュトー（1855-1921）
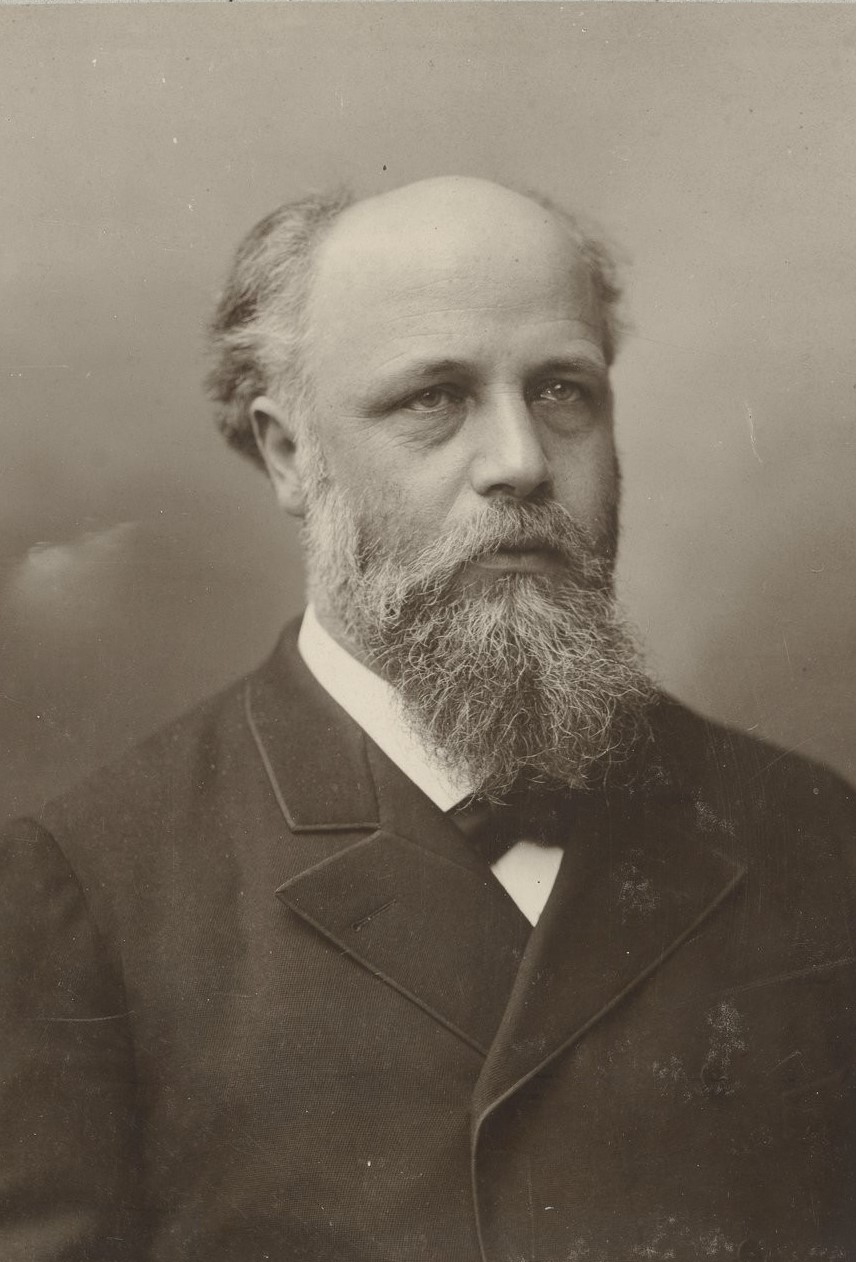
A・マリアーニ（1838-1914）
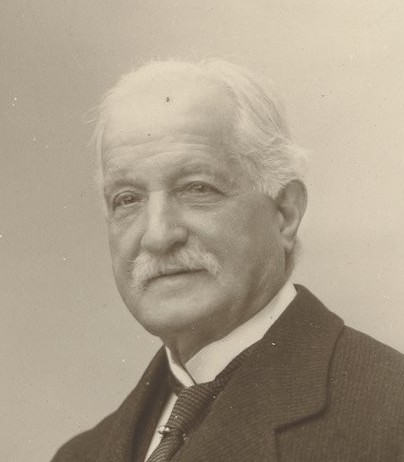
グザヴィエ・パオリ（1833-1923[画 17]）
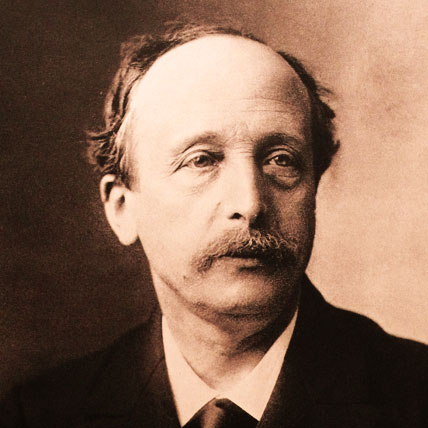
オスカル・ロティ（1846-1911）
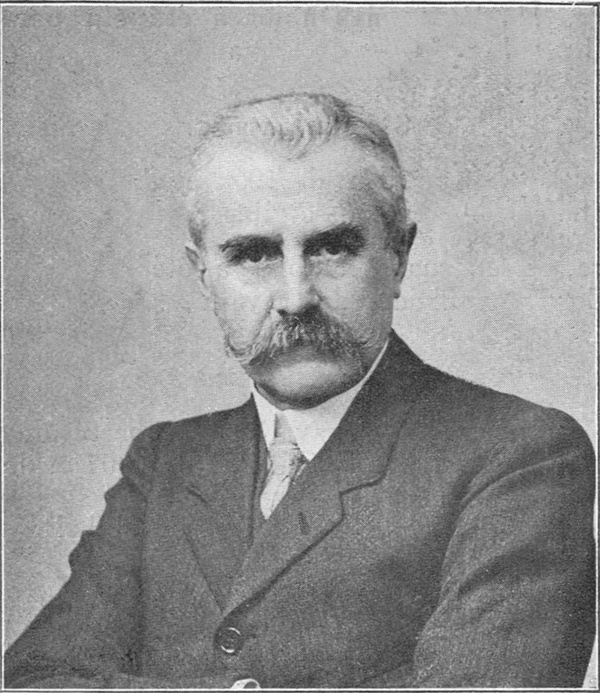
ジュリアン・シミャン（1850-1926）

### 20世紀後半
この頃オーナーはしばしばフィリップ・ド・ゴール提督を招待した （1921-）。彼の別荘もアゲにある。ジョン・テンプルトン＝コティル提督（1920-2011）ルシヨンの「ムーラン・ド・リバス」« Le moulin de Ribas » 居住のイギリス海軍士官は1940年から1944年にかけて自由フランス海軍に所属し、シャモア級掃海艇シュヴルイユ号連絡将校の任にあたった。軍事関係とはほど遠いイヴォン・ガタス（1925-）ブルリ（Boulouris）に別荘を持つビジネスマンも招待されている。
- イヴォン・ガタス（1925-2024[注 43]）
- F・ド・ゴール（1921-2024[注 44]）

## 芸術の題材として

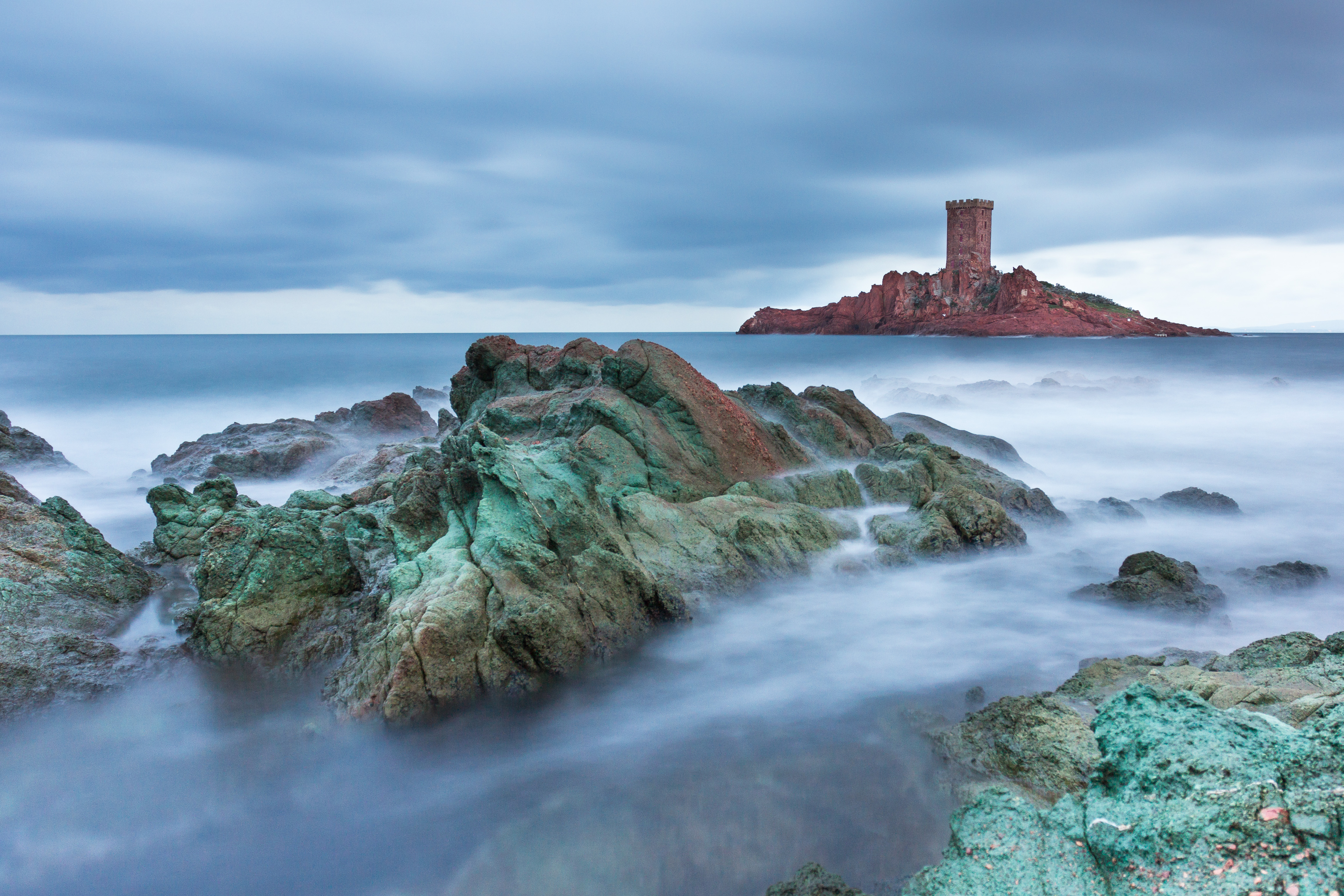
黄金島の長時間露光デジタル写真（2014年）

ル・ドラモンの黄金島は1941年3月17日にフランスのサイトに登録され、1996年1月13日にはエステレル山塊の東部に認定された · 。黄金塔の建材でもある赤い流紋岩には植生がほとんどなく、この場所の特異な魅力を余すところなく伝える。この島と塔の装いはこの海岸でもっとも多くの写真に収められ、サン＝ラファエルの観光や広告の参考資料となった。

### 詩
黄金島の煌きは夢幻的であり、詩人のギュスターヴ・デュー（Gustave Dhyeux、1879-1965 · ）は1909年に発表した詩集 « Album de Saint-Raphaël-en-Provence »（プロヴァンス - サン＝ラファエルのアルバム）に黄金島に寄せる詩を載せている。
| Île d'Or ! Île de chimères ! Île de songes très lointains… Île rose ! Île de lumière, Que l'eau de lazulite enceint. Telle qu'une touffe de roses Dans l'ardente mer bleue éclose Elle apparaît, radieux îlot Où vient se câliner le flot. 黄金島！キメラの島！ 遥か彼方の夢の島… 桃色の島！光の島 ラズライトの水は孕んでいる バラの房のように 燃える青い海で孵る かの女が現れる、輝く島 流れはいずこに向かうのか | On voit, à l'aube, sur cette île Un léger scintillement d'or, Alors que Phébus ne profile Que des bigarrures, encor. Mais surtout elle est l'Île Rose, Lorsque du soleil s'y repose. Île de rêve, où pour mourir, Il serait doux de s'assoupir… 暁にこの島を観る かすかな黄金の煌き フォボスの証は ただ、重なりあう縞 それでも、島は桃色 太陽がそこにあるとき 夢の島、終焉の地 眠りは甘し… |

### 映画
1924年以前、ジョルジュ・ルニャールは「サンプル・ルヴュー」にこう書いた。
Si un jour vous voyez présenté un drame moyenâgeux ayant pour titre Le Seigneur de l'île d'Or vous n'ignorerez plus qu'il eut pour décor la tour du Dr.Lutaud.

いつの日か『黄金の島の王』という中世のドラマが上映されたとしたら、観客はリュトー博士の塔を舞台にしたことに気づかないでしょう。
1965年公開のイタリアを舞台としたコメディ映画『大追跡』ではベバ・ロンカー演じるバックパッカーのウルスラが、夜のD-デイ上陸ビーチに裸で入浴しているところにベナンティーノ・ベナンティーニ演じるイタリアマフィアのミッキーが加わる場面があるが、この1時間7分15秒の場面の背景に黄金島が登場している · 。フランスのテレビシリーズ『エクストレーム・リミット』は1994年から1995年放送回の多くの場面が黄金島で収録され、2016年公開の映画『プラネタリウム』ではナタリー・ポートマン演じるローラ・バーロウが上陸ビーチで裸で日光浴をする場面の背景に黄金島が映し出される。

### 宣伝
- 1930年、ミシュランはコート・ダジュール、アルプ＝ド＝オート＝プロヴァンス県を採り上げたグリーン・ミシュラン（フランス語版）の160点のイラストの1つに黄金島の絵を使用した[187] · [画 27]。

- 1933年、フランス郵便・電信・電話会社（PTT）が発行した緑カルトン装の年鑑の表紙カットは"JL Beuzon"[注 47]が描いた黄金島である[画 28]。

- 1939年より前にフランスの私鉄会社パリ - リヨン - 地中海鉄道（PLM）は客車に黄金島の写真を使った広告ポスターを掲示した[画 29]。

- 2016年、フランスのイラストレーターであるリシャール・ツィレンキエヴィチがムッシュ・Zの署名で黄金島のポスターを描いた[注 48]。

- アシェット・リーブルは、旅行雑誌の「コレクシオン・ルルタール」（Collection Le Routard）2016/2017年版でエステレル ; コート・ダジュール特集号の表紙に黄金島の写真を使用した[注 49]。

### 絵画

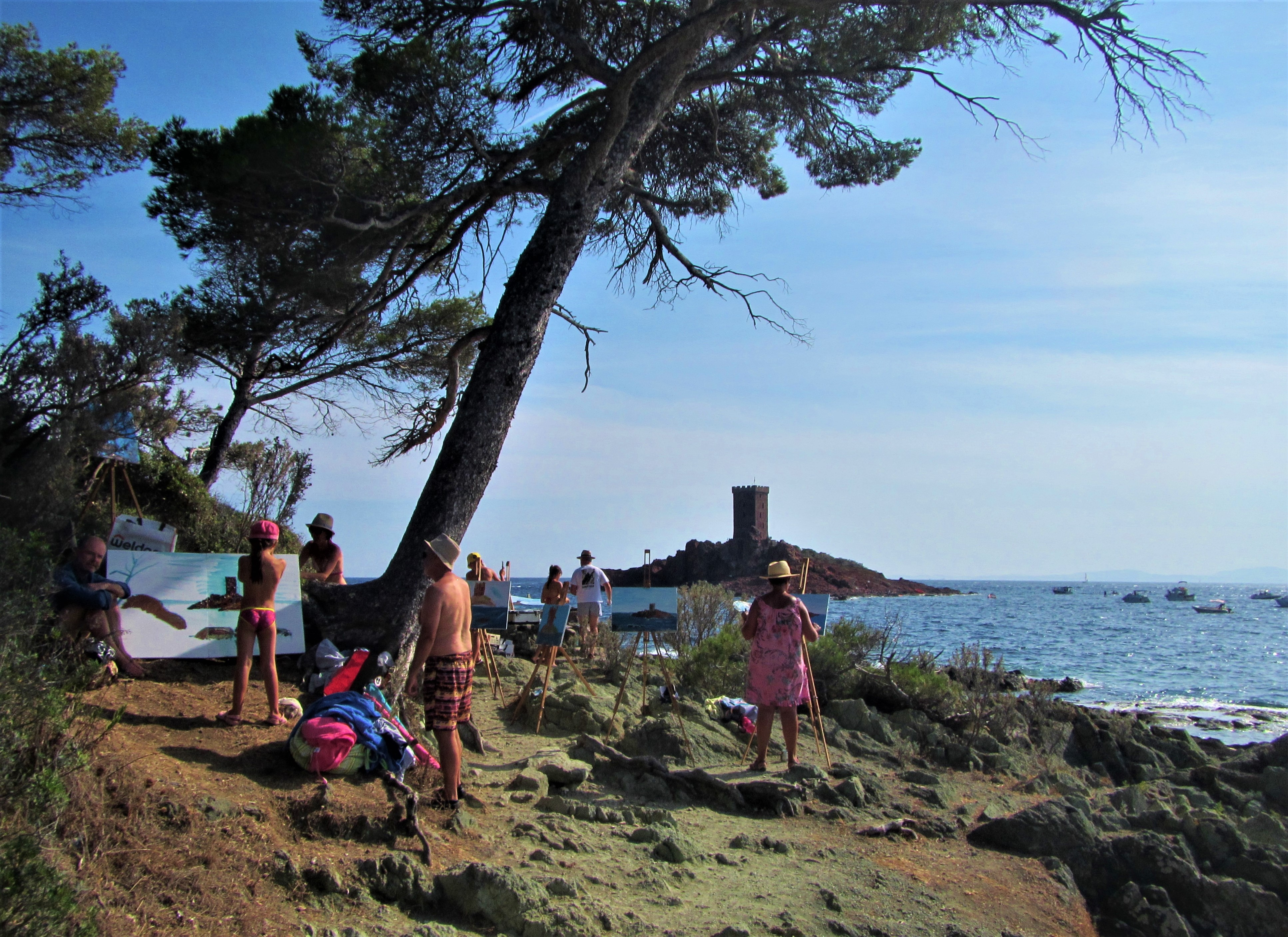
2016年夏に黄金島を訪れた画家達

1932年にC・パーディネル（C. Pardinel）が新聞「イリュストラシオン」のために描いた水彩画「ブルリから見たル・ドラモンと黄金島」« Le Dramont et l’île d'Or vus de Boulouris » は、モチーフを正確に反映したものである。1936年には考古学者でフレジュス美術館の学芸員であるアルフォンス・ドナデュー（Alphonse Donnadieu）が画家のポール・ブレ（Paul Bret）に自著「プロヴァンスの風景」« Paysages de Provence » の挿絵を依頼し、ブレは「黄金島」と題する118点のドローイングでル・ドラモンを表現した。1936年には海軍公認画家のレオン・アフネル（Léon Haffner）が著書「海の襲撃」« À l’assaut des océans » で17世紀のガレー船を描いている。この絵では満帆の船が黄金島の前を航行しているが、実際にはまだ建てられていない黄金塔が描き込まれている。タイトルは「ウサギの耳の帆」と題され、これは帆船用語の « allure au portant »（風下）に因み、そこに船が姿を見せている。実際適速航行時には翼はここに示されたように両側に展開される。1972年にはピエール・ブーデが27センチ×35センチの板に油彩画を描いた。これは「サン＝ラファエル近郊の黄金島」« L'île d'Or près de Saint-Raphaël » と題され、彼が得意とする点描は用いていないものの、プーサイ港にイーゼルを据えたために多くの色が使われている。パリ国立高等美術学校の教授であるマルセル・ブイス（Marcel Bouissou）は島の滞在中に空想的な絵を描いた。それはいくつかの抜け穴のある丸い塔に隣接した円形のダンジョンとなっており、要塞の前には鎧を着た騎士が非常に長い槍を持って立っている。この絵は「夢の中の黄金島」« L'île d'Or en rêve » と名付けられた。2004年8月15日、ロナン・オリエはプロヴァンス上陸60周年を記念して、他の8名の提督から海軍公認画家に任命された。 彼はこの機会に上陸ビーチ全体を構図に据え、キャンバスに島を描いた。彼は自分の作品に「エルジェにインスピレーションを与えた小さな島 "黒い島"」« La petite île qui inspira Hergé pour L'Île Noire » と名付けた。2013年7月27日には王国建国式典2周年と100周年を記念して開催された絵画コンテストの賞品が授与された。

### バンド・デシネ

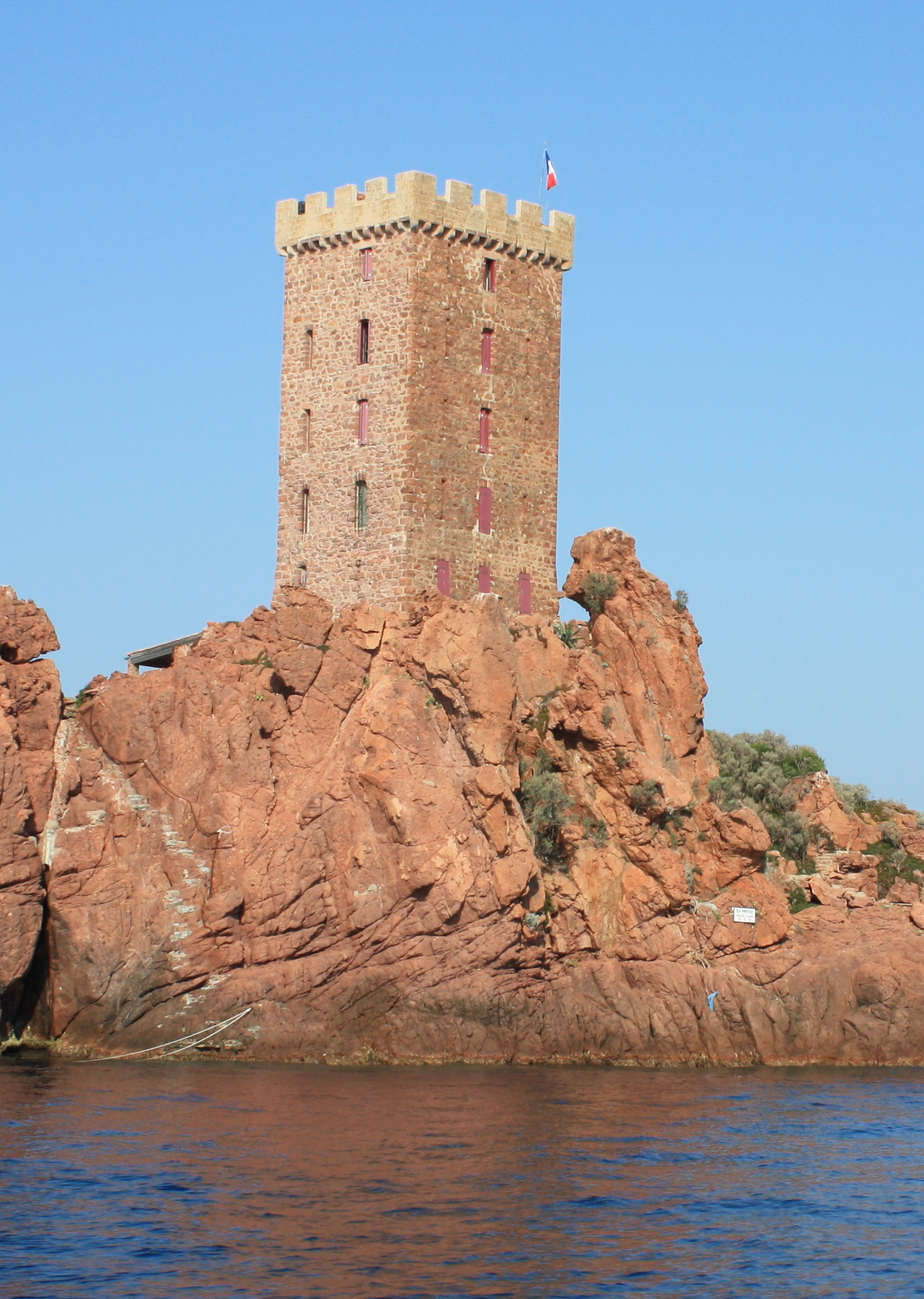
黄金塔の右側にあるゴリラを連想させる岩は、あたかもタンタンの冒険のRankoを思わせる。

黄金島はエルジェが1937年に発表した『タンタンの冒険』の第7巻「黒い島のひみつ」に影響を与えた可能性がある。これは東の海から島に近づくと確認できる。塔の右側には物語に登場する勇敢な Ranko のような輪郭のゴリラに似た岩がある。しかし、この冒険はスコットランドを舞台にしており、島は丸いダンジョンを戴く本物の城 · となる。城のモデルにはユー島にあるヴィエイユ城またはスコットランドのロックランザ城が挙げられる · 。スコットランドではマル島にある贋金造りがいる島と同じ名前のベンモア山で物語は山場を迎えるが、デュアート城も候補に挙げられる · 。他の発想源としては、エルジェが滞在したことのあるロケノレのモルレ湾に建つ黒い島の灯台も含まれる。海から遠く離れた1930年代のダンジョンは暗くくすんだ色であり、ブリュッセルのハル門など · 、いくつかの要素が混在した仮説も提唱されている。ゴリラはむしろ映画の『キング・コング』とスコットランドのネッシーに触発されていると考えられる。

### 写真
1937年にスイスの地質学者で探検家のレオ・ウェールリはフランス旅行中にこの岩に挑み、その際に撮った黄金島のスライド写真のいくつかは現在チューリッヒ・スイス連邦工科大学図書館に収蔵されている。海軍公認画家のフィリップ・プリソンはフランスのすべての海岸について写真レポートを作成し、2010年7月1日に出版した『海から来たフランス人』の「ピレネー山脈からマントンへ」の章で外洋のさまざまな角度から撮影された黄金島の写真を公開した。多くの公式レガッタを撮影したジル・マルタン＝ラージェ（Gilles Martin-Raget）は2010年に開催されたヴォクリエ・ド・サントロペで黄金島を背景とした「アトランティーク」の写真を撮った。このスクーナーは2008年に建造されたもので、帰化アメリカ人のチャーリー・バーが所有していた有名な1903年製「3本マストのスクーナー」の忠実なレプリカである。彼は1905年に12日間というヨットによる北大西洋横断記録を樹立し、その座を75年間保持した。2012年にはミシュランがグリーンガイドのコート・ダジュールとモナコ特集号の表紙に黄金島の写真を使用した。この写真には2013年7月27日に開催された王国の祝宴2周年記念の写真コンテストで賞が授与された。

### 音楽
2016年6月7日にオルタナティヴ・アーティストのベンジャミン・フィンチャー（Benjamin Fincher）はアルバム『サンタ・ルチア』« Santa Lucia » をリリースした。タイトルは彼が子供の頃にバカンスを過ごしたサン＝ラファエルの入り江から命名されている。このアルバムには当地にある駅と同数の9つの音楽トラックとカラー写真が収録されており、サン＝ラファエルからカンヌまでの列車の旅と一致するようにすべてが綿密に調整されている。ドラモン駅に当たる3曲目は « L'île où dort M.Lutaud (Le Dramont) »「ムッシュ・リュトーが眠る島（ル・ドラモン）」というタイトルの2分41秒の作品である。

### 絵はがき

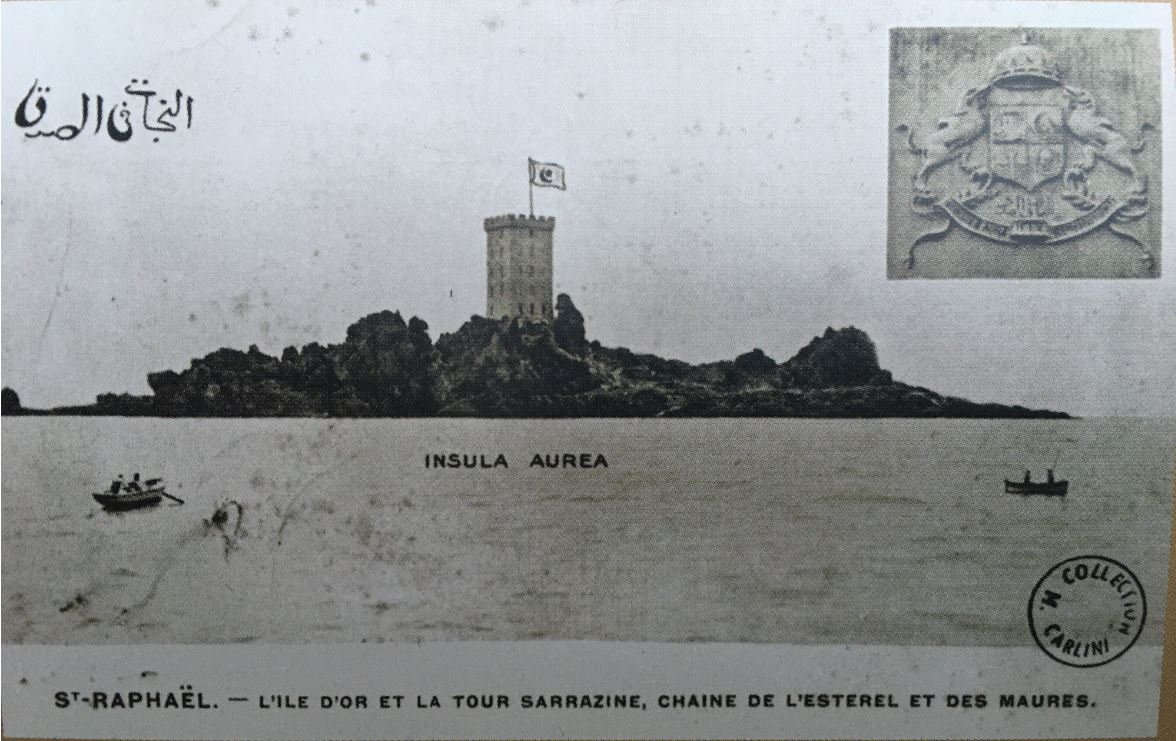
1910年の絵はがき。左上にアラビア語の銘文がある。オーギュスト・リュトー発行。

黄金島の装いと紋章は非常に多くのサン＝ラファエルの絵はがきに使われている。その歴史は古く、黄金塔建設以前の1900年にポール・エルムリンジェ社（Paul Helmlinger et Cie）が編集したコート・ダジュールのシリーズに « Le sémaphore d'Agay et l'île d’Or »（アゲのセマフォと黄金島）という作品がある。また1910年にはオーギュスト・リュトーの需めに応じて作られた絵はがきが発行されている。リュトーは黄金島と塔を東から撮影した写真をもとに印刷されたモノクロームの絵はがきを持っており、これには左上にアラビア語の銘文 النَّجَات فِي الصَّدْق (elnajât_ fî elSadq_)（救いは誠実なり）があり、右側には紋章と中央の島の下にはラテン語で Insula Aurea（黄金島）と記され、下端のキャプションには « Elle est dénommée St-Raphaël. L'île d'Or et la tour sarrazine, chaine de l'Estérel et des Maures. »（ それはサン＝ラファエルと呼ばれています。黄金島とサラセンの塔、エステレルとムーア人の鎖）とある。 1910年代初頭、アントニー・バンディエリとサン＝ラファエルの写真編集者ピエール＝クーレ（Pierre-Coullet）は黄金島の戴冠式その他のイベントに招待され、2枚の絵はがき「サン＝ラファエル、黄金島とサラセンの塔」「海から見た黄金島とサラセンの塔、ドラモンのセマフォ」を発行した。これは他にも「アゲ」「曲がりくねった島の道」「ドラモンと黄金島の岩」などがあり、ときには着色されて発行された。これはバイリンガルやイギリス人の植民地への関心を物語るものである。また、1950年から1955年にかけてブロマイドと呼ばれる写真プロセスによって空中写真から作られた最初期の半近代的な絵はがきのひとつは、おそらくル・ドラモンをモチーフとした「黄金島とセマフォの景色」であり、これは写真および出版業者によって発行された。 その後、銀塩写真からデジタル写真までオフセット印刷による無数の現代の絵はがきが発行されている。

### 切手

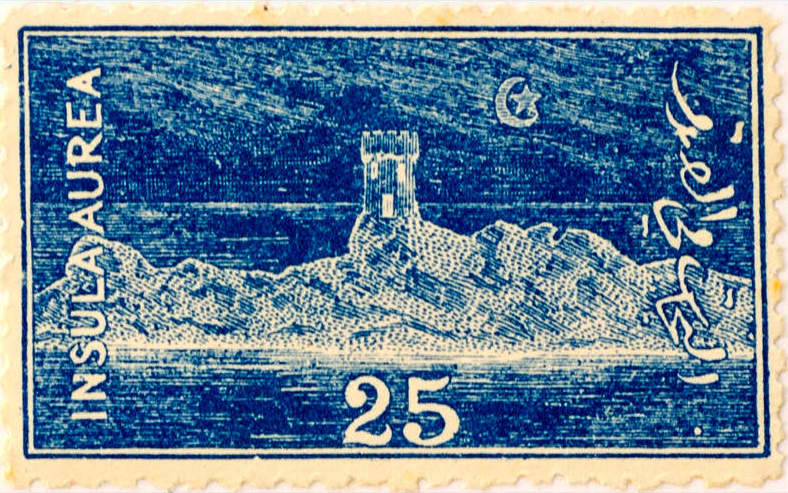
1910年にオーギュスト・リュトーが発行した切手,。

このオーギュスト・リュトーによって1910年に発行された切手は青と白で印刷された19×24ミリと40×24ミリのもので · 、王国の到来を記念したものである。しかしこれらには価値がなく、フランスの郵便切手は「フランス郵便・電信・電話」（PTT）から提供される ·  · 。
D-デイ50周年を記念して、フランス郵政公社はいくつか切手を発行し、それらはいくつか消印が捺された。サン＝ラファエルの消印は、精密機器研究製造協会（SECAP）によって製造される。第2型は日付印の左側に捺されるもので、第3型はテキストで補足されたイラスト印である。参考画像47に示されているように、陸地から見た黄金島と米仏の国旗が組み合わされ、D-デイ50周年をあらわす 1944-1994 の年記があり、消印は単一の円に « 83 St-Raphaël Var » と書かれている。
黄金島のようなミクロネーションのソマリランドは、2007年1月に150×112ミリ判の地図を発行した。111件の発送分に貼られた切手は理論上、100から1,100ソマリランド・シリングの価値がある。最初の大きい切手はおそらく黄金島に触発されたタンタンの冒険の「黒い島」の表紙を背景に使い、下部には本と同じく海とボートが描き込まれている。最初の挿入図も冒険に登場する若い記者である。
2007年5月19日、ベルギー郵便局はエルジェの生誕100年を記念して、全24巻の『タンタンの冒険』の表紙を使った切手を25種類発行した。これは各巻の表紙の中央に作者の肖像をあしらった210×230ミリのシートで70万部印刷された。切手はそれぞれ異なる言語で発行され、言語は通常作品の舞台となる国に応じて選択されている。各々の額面金額は0.46ユーロである。おそらく黄金島に触発されたと考えられる「黒い島」に関しては1966年版の表紙が使われており、裏面にはファン・エメリックによる作品と作者の解説がフランス語とオランダ語で記されている。
フランス郵政公社は2013年7月1日に4つのシリーズコレクション切手を発表し、そのなかの地中海諸島編には8つのコレクターズ・アイテムが含まれている。フランスの島々を描いたこれらのアイテムには20グラム以下の郵便料金分に対応した自己接着切手が6点含まれており、「黄金島」と題されたそのうちのひとつは島の空中写真が使われている。
1913年9月25日のアウグストゥス1世戴冠式の2度目の祝宴の100周年を記念して、サン＝ラファエル・フレジュス切手収集愛好会が3種類のフレーム切手を発行した。まず同一デザインによる30枚分の切手シートとフランス郵政公社がネーミングした2種類のスーヴェニール切手帳がある。それは「4種類の切手を各1枚タイプ」と « Mon souvenir à moi »（私の記憶）と名付けられた「2種類の切手を各4枚タイプ」である。図像はすべて写真からの複製であり、切手帳の見返しには1枚の切手を拡大した図像が印刷されている。島の風景は異なる場合があるものの、すべての切手でプーサイ港が手前に位置している。これらの切手にはそれぞれ発行日（2013年7月27日）が印刷されており、フランスの20グラム以下の郵便物に適用される自己接着タイプとなっている。

### メダル
最初のメダルは同じ図像で青銅と銀の2タイプが造られ、1911年の祝宴でアンジェロ・マリアーニからアウグストゥス1世に授与された。これらは王国の到来を記念するメダルである。そのため裏面には黄金島の国章が刻まれており、ヒジュラ暦に従って王国の建国年を読むことができる。2016年にサン＝ラファエルは聖ルカ鋳造所 « la Fonderie saint Luc » に観光メダルを発注した · 。これはわずかに図像を変えて2019年まで再発行されており、表側は黄金島をあらわし、裏側にはサン＝ラファエルの街景が示されている。

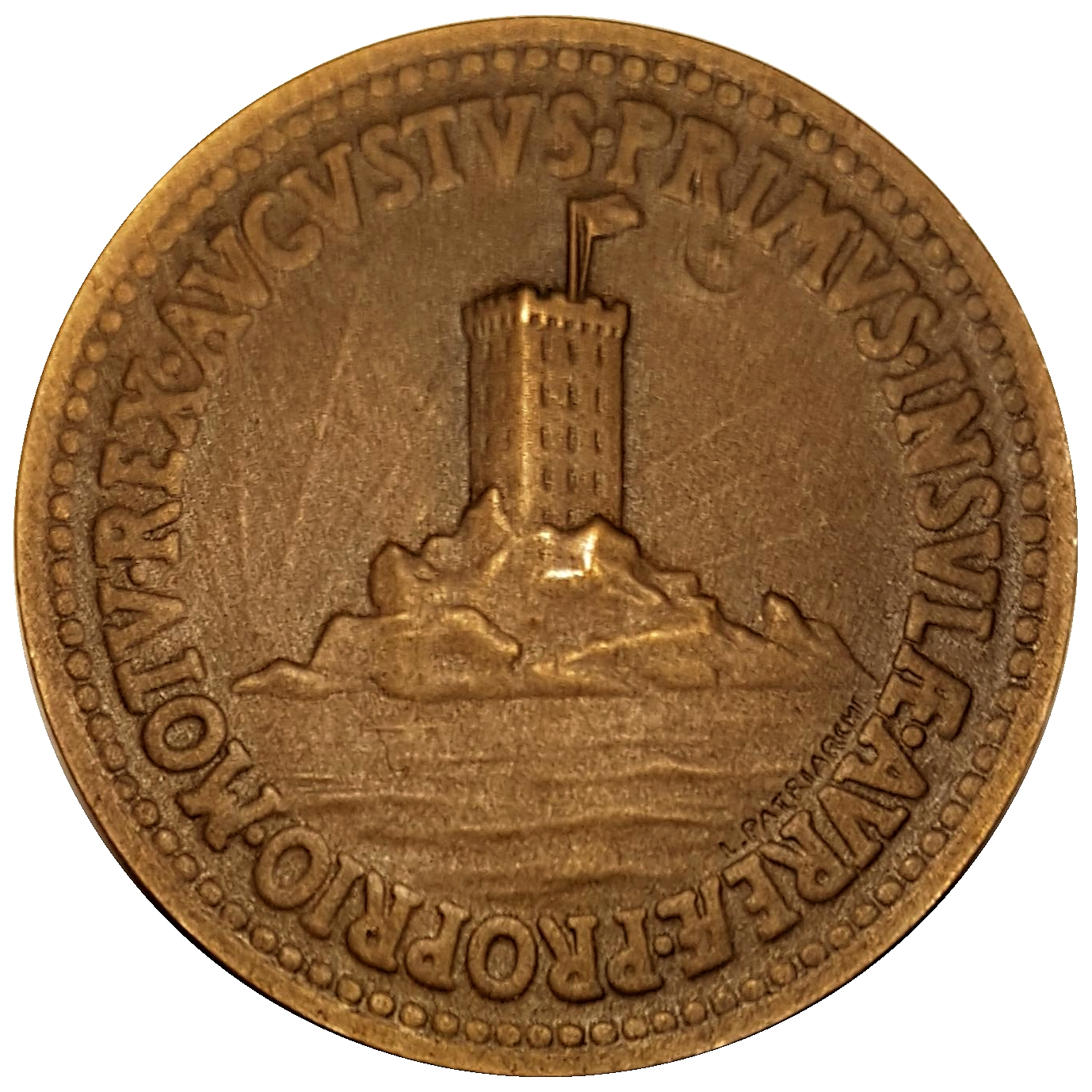
銅メダルの表側
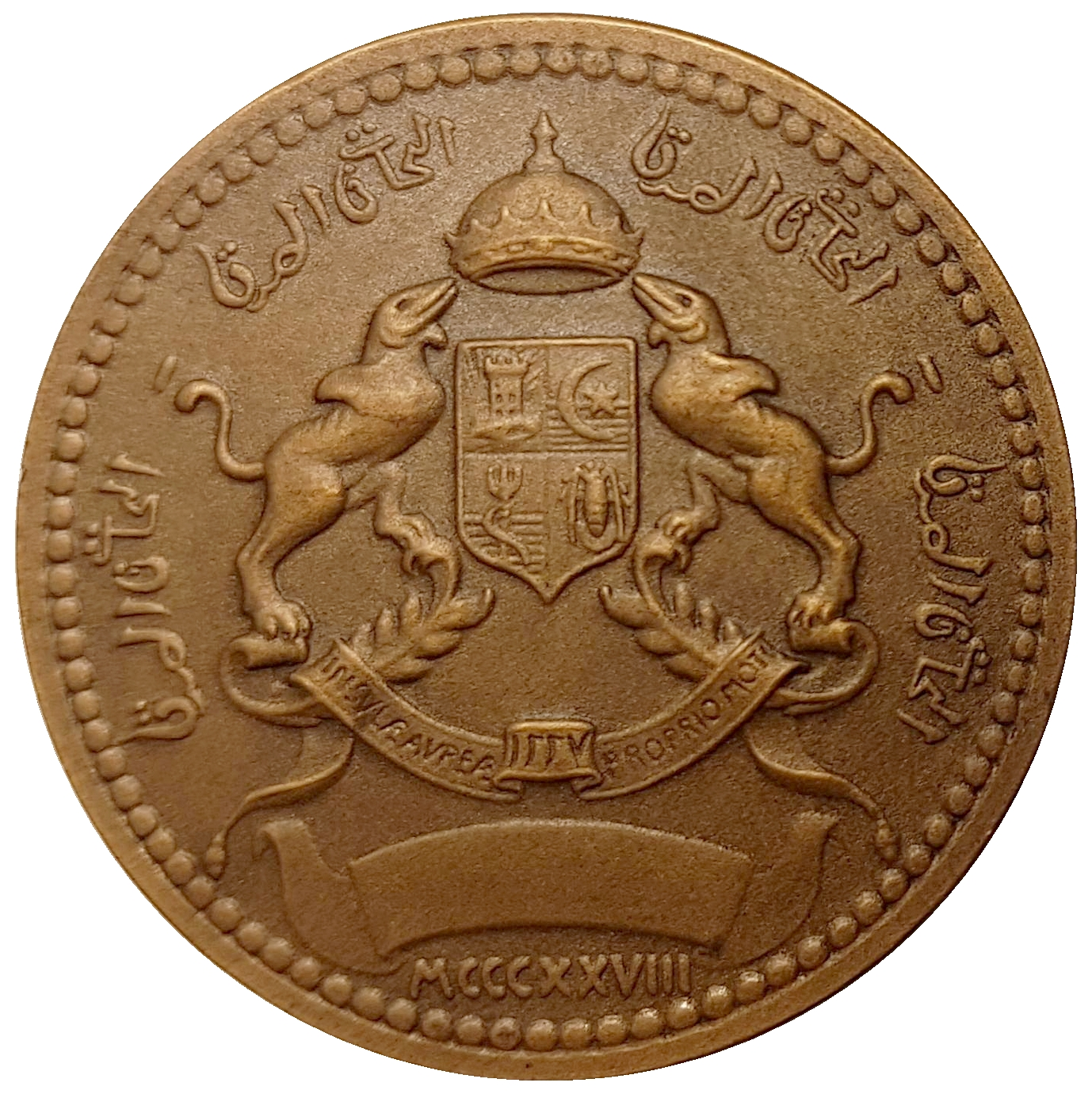
銅メダルの裏側
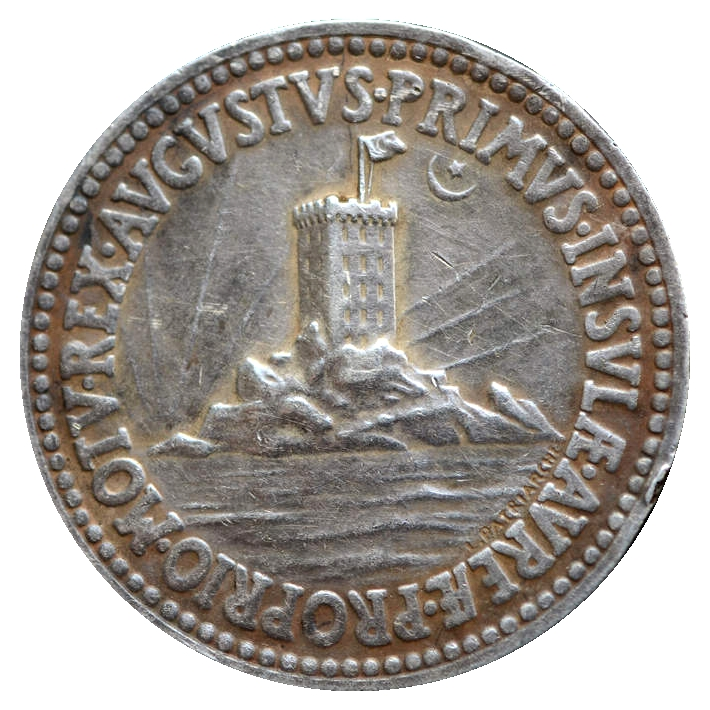
銀メダルの表側
[注 34]
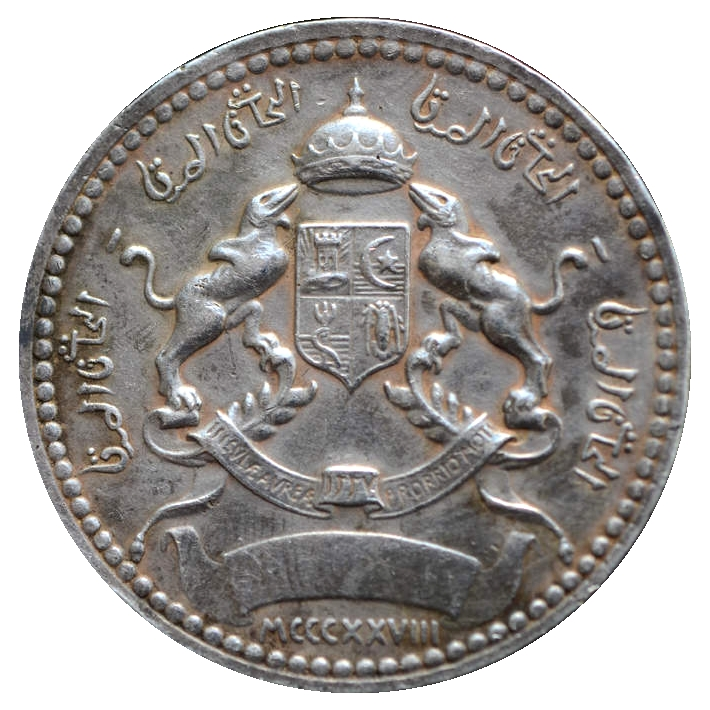
銀メダルの裏側
[注 36]
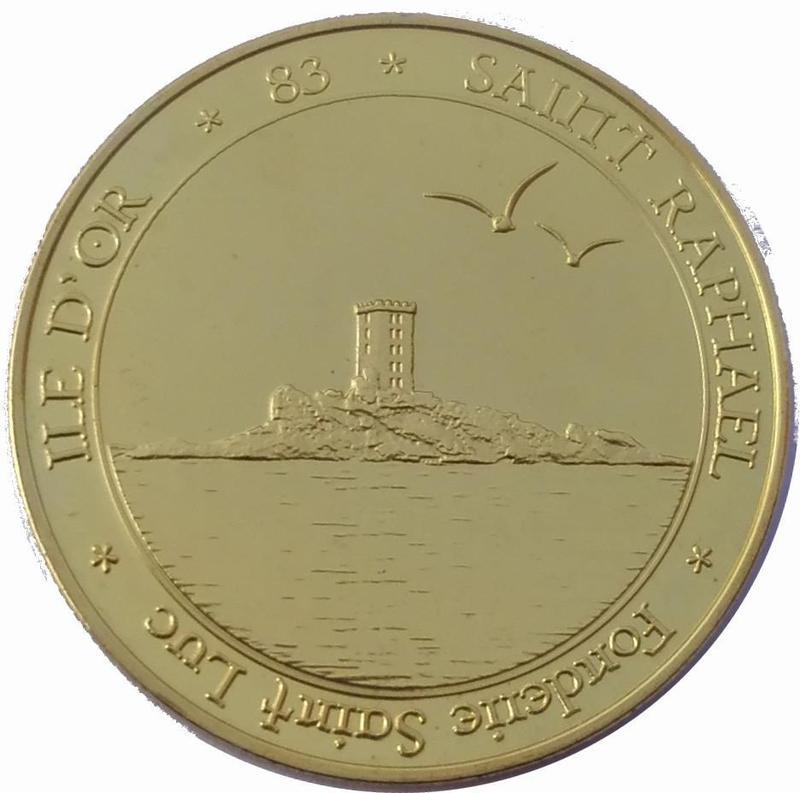
観光メダルの表側
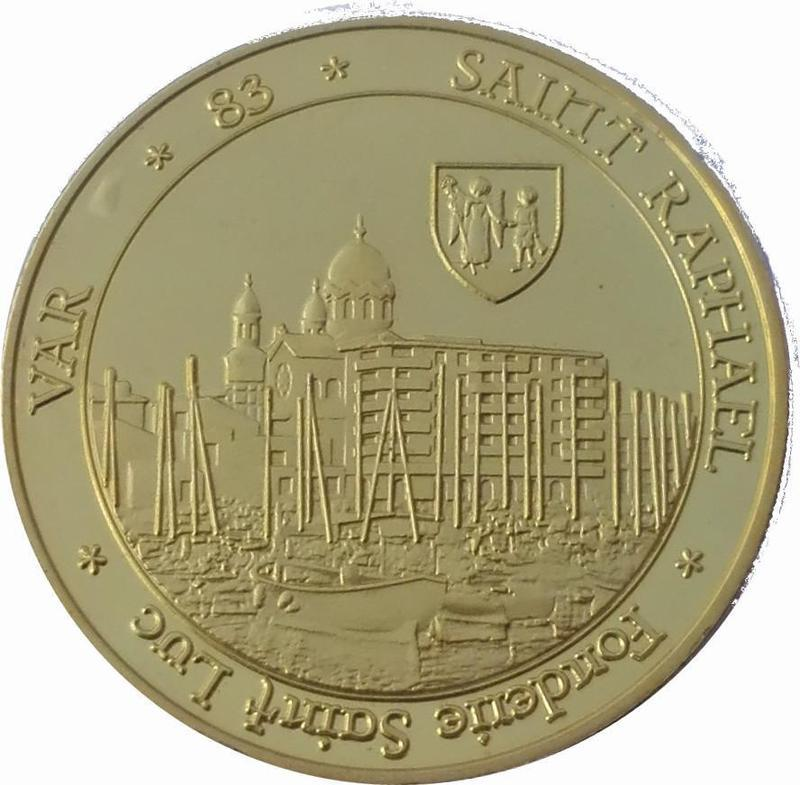
観光メダルの裏側

## オーナー

黄金島の3名のオーナー
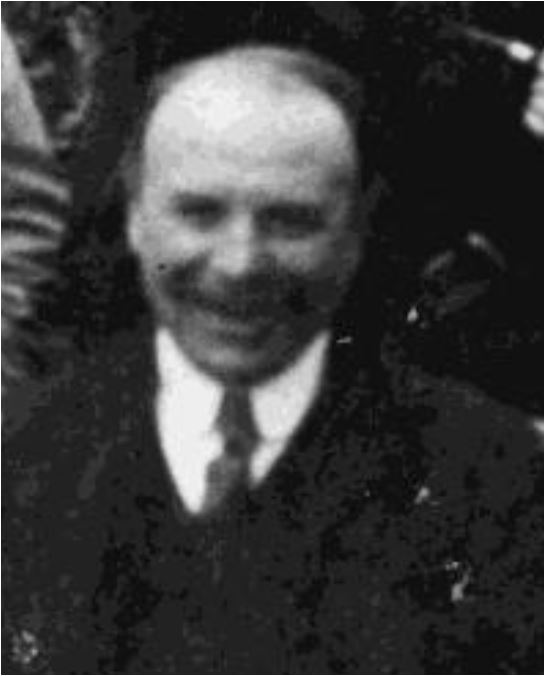
L・セルジャン （1861-1931）
[画 8]
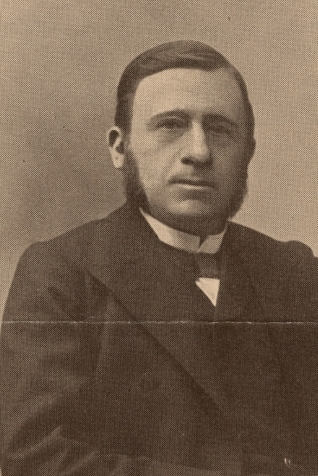
A・リュトー （1847-1925）
[画 59]
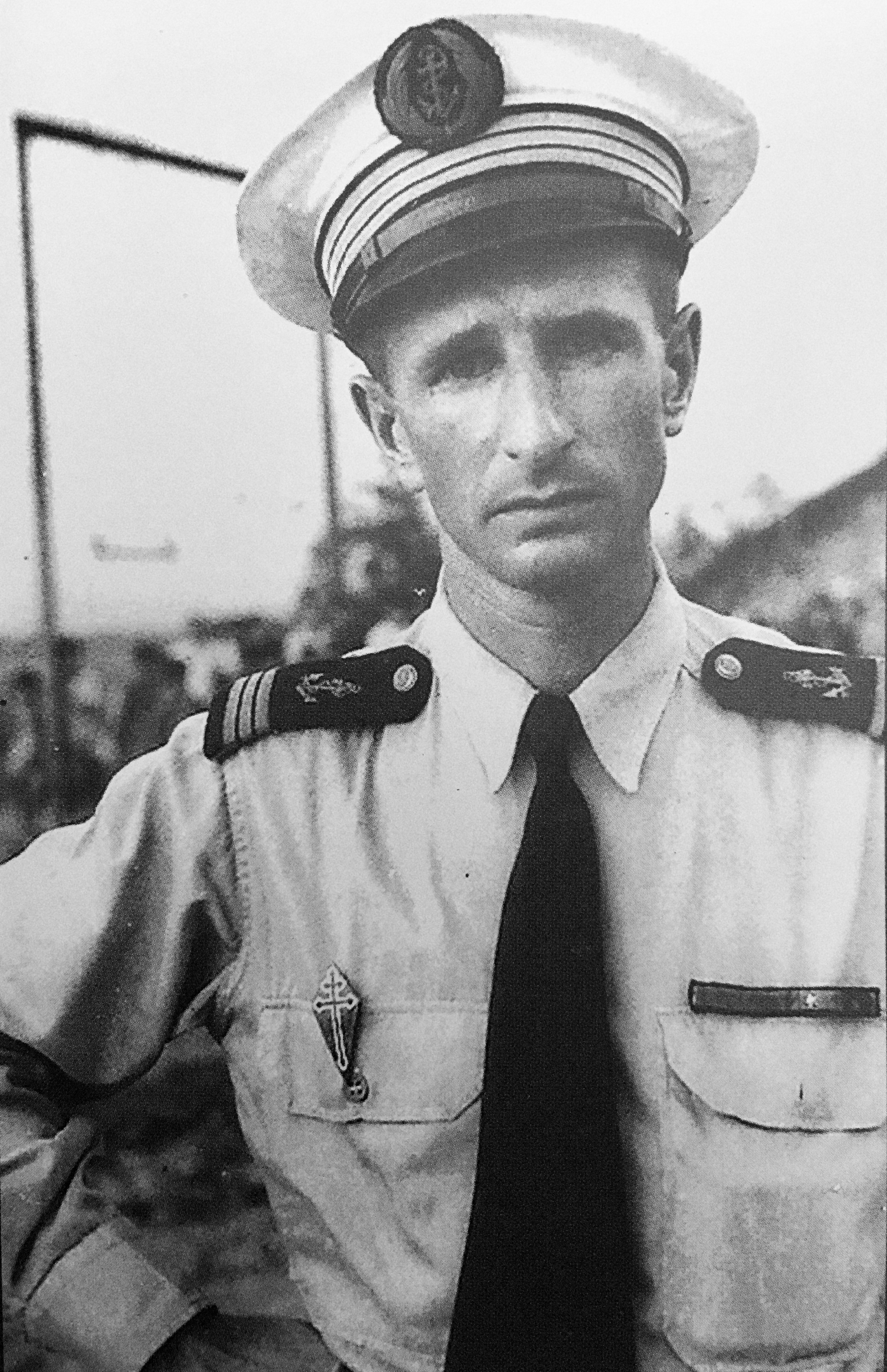
F・ブロー （1917-1994）

## 参考画像
1. 1 2 3  オーギュスト・リュトー（マリアーニ・アルバムより）
2. ↑  ル・ドラモン沿岸のパノラマ写真（ル・ドラモンの西側からサン＝ラファエルを望む。左側に黄金島が見える。2019年7月撮影。）
3. ↑  トラシ＝アンデサイトと玄武岩との中間組成にある火山岩
4. 1 2  オーギュスト・リュトーの蔵書票
5. 1 2  オーギュスト・リュトー発行の絵はがき（1910年）
6. ↑  サン＝ラファエルの地図（トリミング前）
7. ↑  レオン・セルジャン（1906年）
8. 1 2 3  レオン・セルジャンの家族写真（1906年）
9. ↑  サン＝ラファエル83番にある別荘 « Moineaudière »（スズメ）
10. ↑  メリメ・データベースのアーカイヴより、「グラン・オテル・デザングレ」『pop.culture.gouv.fr』フランス。2022年3月10日時点のオリジナルよりアーカイブ。2022年3月7日閲覧。.参考画像
11. 1 2  黄金塔建設の声明書
12. ↑  聖マルティーノ・シスト教区教会
13. ↑  戴冠式のオリジナル写真（補正前）
14. 1 2  1910年に印刷されたはがきの裏面（切手は黄金島とオスカル・ロティの原案によるスムーズの図案）
15. 1 2  1911年9月12日のメニュー
16. ↑  名前が刻まれたメダル
17. 1 2 3  グザヴィエ・パオリ（ナダール撮影）
18. 1 2  1913年の祝宴の招待状（署名はパオリ）
19. ↑  フランソワ・ブロー
20. ↑  リゾート客たち（2005年7月）
21. ↑  塔の前に佇む招待客たち（1910年9月19日）
22. ↑  1910年9月19日の祝宴
23. ↑  オリジナルのイラスト（アルベール・ロビダ画、1904年）
24. ↑  “マリアーニ・ワイン”.   The nonist. 2022年3月21日閲覧。.
25. ↑  Franck; Jérôme (August 2007). "Autour de Louis de Funès". www.autourdelouisdefunes.fr (site personnel). ch. « Lieux de tournage », p. Cap Dramont (83), lieu de tournage du Corniaud. 2018年9月9日閲覧。
26. ↑  映画「プラネタリウム」でのナタリー・ポートマン
27. ↑  ミシュランガイド掲載の黄金島（1930年）
28. ↑  フランス郵便・電信・電話会社年鑑の表紙（1933年）
29. ↑  パリ - リヨン - 地中海鉄道のポスター
30. ↑  黄金島のポスター（署名：ムッシュZ）
31. ↑  「コレクシオン・ルルタール」表紙（2016/2017年版）
32. ↑  水彩画「ル・ドラモンと黄金島」（C・パーディネル画、1932年）
33. ↑  ドローイング「ブローニュ＝ビヤンクール」（ポール・ブレ画、1936年）
34. ↑  板に油彩（カタログ番号178）「サン＝ラファエル近郊の黄金島」（ピエール・ブーデ画、1972年）
35. 1 2  『黒い島のひみつ（1966年版表紙）: 1966年版表紙』（jpg）。2019年4月29日閲覧。.
36. ↑  『黒い島のひみつ（1938年版表紙）: 1938年版表紙』（jpg）。2019年4月29日閲覧。.
37. ↑  『黒い島のひみつ（1943年版表紙）: 1943年版表紙』（jpg）。2019年4月29日閲覧。.
38. ↑  『タンタンの城、ロックランザ城「黒い島」1966年版のケース』（jpg）2018年9月20日。2019年4月29日閲覧。.
39. ↑  ロックランザ城（ジョン・セル・コットマン画、1800年頃）
40. ↑  Richard Ferriere. "Tintin et l'aviation: L'Île Noire (1938)" (jpg). richard.ferriere.free.fr (site personnel) (photographie et extrait de dessin de couverture comparatifs). 2019年4月24日閲覧。
41. ↑  ブリュッセルのハル門（1890年から1900年に撮影）
42. ↑  Ranko『タンタンの冒険 ベンモア城の泉: 黒い島のひみつ』（jpg）（le foruDes Pyrénées à Mentonm des tintinophiles）6 December 2011-12-06。2019年4月25日閲覧。.
43. ↑  レオ・ウェールリによる黄金島のスライド写真
44. ↑  ミシュラン・グリーンガイド表紙（2012年2月21日号）
45. ↑  アントニー・バンディエリ撮影の絵はがき「サン＝ラファエル、黄金島とサラセンの塔」「サン＝ラファエル、海から見た黄金島とサラセンの塔、ドラモンのセマフォ」
46. ↑  サン＝ラファエルの郵便印（1994年）
47. ↑  タンタンの冒険切手1
48. ↑  タンタンの冒険切手2
49. ↑  タンタンの冒険切手3
50. ↑  タンタンの冒険切手4
51. ↑  アラビア語版タンタンの冒険切手（ベルギー発行、2007年）
52. ↑  "Bloc 2007: La poste belge 01" (jpg). www.bedetheque.com (base de données). Besançon: bedetheque.com. 2021年9月29日閲覧。
53. ↑  切手コレクション：天と地の間…フランスの島々
54. ↑  Double-J / L'invitation aux voyages (27 July 2013). "83 - Fréjus Saint-Raphaël" (jpg). www.double-j.org (forum) (Collectors Timbres poste :: Sud (ex Provence-Alpes-Côte d'Azur)). 2019年12月5日閲覧。
55. ↑  Double-J / L'invitation aux voyages (27 July 2013). "83 - Fréjus Saint-Raphaël" (jpg). www.double-j.org (forum) (Collectors Timbres poste :: Sud (ex Provence-Alpes-Côte d'Azur)). 2019年12月5日閲覧。
56. ↑  Double-J / L'invitation aux voyages (27 July 2013). "83 - Fréjus Saint-Raphaël" (jpg). www.double-j.org (forum) (Collectors Timbres poste : Sud (ex Provence-Alpes-Côte d'Azur)). 2019年12月5日閲覧。
57. ↑  Admin『聖ルカ鋳造所による観光メダル』（jpg）（forum）2019年1月30日。2019年12月16日閲覧。.
58. ↑  サン＝ラファエルの紋章
59. ↑  オーギュスト・リュトーのトリミング前の写真（ウジェーヌ・ピルー撮影）